# McLaren
McLaren Racing Limited, más conocida comúnmente como McLaren F1 Team, es una escudería británica de automovilismo con sede en Woking, Inglaterra. Fue fundada en 1963 por el piloto neozelandés Bruce McLaren. Es considerado uno de los cuatro grandes equipos en la historia de Fórmula 1, junto con Ferrari, Mercedes y Williams. A lo largo de los años ha obtenido doce veces el Campeonato Mundial de Pilotos (segunda en el historial), nueve veces el Campeonato Mundial de Constructores (segunda igualada con Williams), 188 victorias (segunda), 161 poles (segunda) y 521 podios (segunda).
En su rol de constructor, McLaren también ha desarrollado automóviles de carreras para diversos campeonatos. El equipo oficial de McLaren dominó la Can-Am entre 1967 y 1971. Los monoplazas de McLaren también obtuvieron tres victorias en las 500 Millas de Indianápolis de 1972, 1974 y 1976, dos de ellas con el equipo oficial. El equipo forma parte del Grupo McLaren, fundado en 1989, que posee divisiones de tecnologías aplicadas, electrónica y otros rubros.
Entre los pilotos más destacados en la historia en McLaren se encuentran Emerson Fittipaldi, James Hunt, Johnny Rutherford, Niki Lauda, Alain Prost, Ayrton Senna, Mika Häkkinen, Kimi Räikkönen, Fernando Alonso, Lewis Hamilton y Jenson Button.
McLaren en los últimos años ha incursionado en otros campeonatos de automovilismo además de la Fórmula 1, como IndyCar o Fórmula E.

## Historia en Fórmula 1

### Los inicios

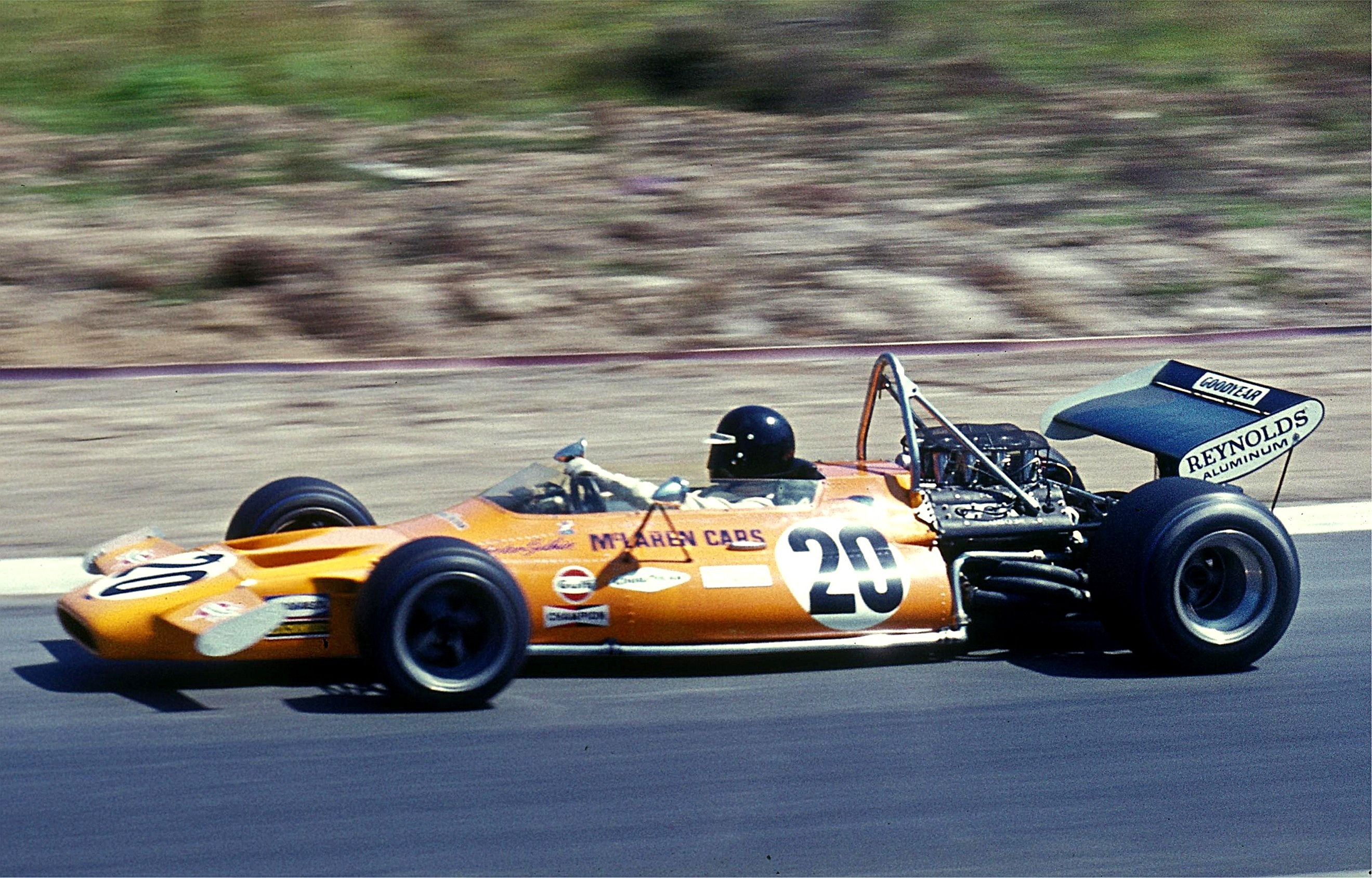
Peter Gethin en su M19A en el Gran Premio de Alemania de 1971.

A inicios de los años 1960, el neozelandés Bruce McLaren tenía una cierta experiencia en la Fórmula 1, pero a causa de sus desencuentros con el equipo Cooper quería aventurarse a conducir un coche fabricado por él mismo. Es en esos años en los que, tras aventurarse a conocer otros ámbitos deportivos, toma contacto en los Estados Unidos con los empresarios Teddy Mayer y Tyler Alexander, a quienes les propone la idea de crear un nuevo equipo de carreras. Con el apoyo de ambos, en 1963 se funda la Bruce McLaren Motor Racing, con el que inicialmente se vuelcan a competiciones de la categoría CanAm. Sin embargo, el objetivo de Bruce era el poder desembarcar en la Fórmula 1, por lo que comenzó a poner manos a la obra con el objetivo de poder crear su propio coche de carreras. Para ello, convocó al ingeniero Robin Herd, quien encabezó el primer equipo de trabajo, cuyo resultado fue el McLaren M2, el primer monoplaza de Bruce McLaren para la Fórmula 1. Así, el 22 de mayo de 1966, Bruce debutó en la F1 con su propio vehículo, el M2, en Montecarlo, debiendo abandonar tras nueve giros por culpa de una fuga de aceite. Inicialmente, el nuevo vehículo fue motorizado con un impulsor Ford de 7 litros como los homologados para las 500 millas de Indianápolis, para luego sustituirlo por un Serenissima V8, con el que logró cosechar su primer punto en el Gran Premio del Reino Unido. A pesar de los diferentes intentos, ninguno de los motores mostró fiabilidad y para poder concretar su primera victoria tuvieron que pasar dos años, logrando finalmente imponerse por primera vez en el Gran Premio de Spa en 1968. Al año siguiente, McLaren queda tercero en el campeonato de pilotos con su M7.

### La repentina muerte de McLaren, la supervivencia y los primeros campeonatos de F1

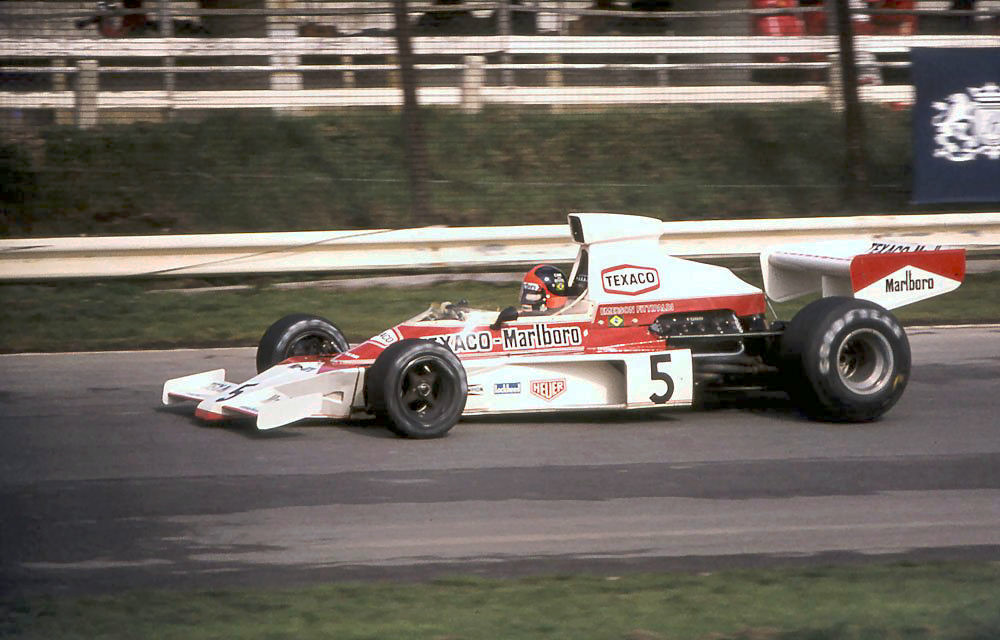
El McLaren M23 fue el monoplaza que le dio los primeros títulos de pilotos y constructores a la escudería.

A pesar del espíritu emprendedor mostrado por McLaren en el armado y desarrollo de su escudería, tanto para las competencias de Fórmula 1 como de CanAm, la desgracia no le fue esquiva al piloto neozelandés, quien terminó encontrando la muerte durante una serie de ensayos llevados a cabo en Goodwood en el año 1970.
La muerte de Bruce McLaren supuso una situación dificultosa para su joven escudería. Al frente de la misma se terminaría poniendo Teddy Mayer (hombre de confianza de Bruce y socio fundador de la escudería), quien buscó cerrar acuerdos publicitarios que redundasen en beneficios económicos para mantener en pie a la alicaída estructura. En sus primeros años, los resultados fueron muy esquivos, hasta que comenzaron a sucederse hitos de importancia que cambiaron el panorama de la escudería. El ingreso a la escudería del ingeniero John Barnard y la creación del monoplaza M23 en coautoría con Gordon Coppuck en 1973, más la alianza publicitaria con la tabacalera Philip Morris y el fichaje del campeón 1972 de Fórmula 1 Emerson Fittipaldi en 1974, fueron piedras fundamentales para el inicio de una historia cargada de éxitos para la escudería.
El brasileño, al volante del M23 (hasta el año 2014 el monoplaza con más victorias en la historia de la F1, 16 entre 1973 y 1978), se proclamó por segunda vez campeón del mundo en 1974, siendo así el primer gran logro de la escudería que se afincará en Woking a partir de entonces. Después de un año de sequía, otra vez la suerte (y la fatalidad) se alían con la escudería inglesa, cuando James Hunt gana el campeonato de 1976 con seis triunfos sobre un Niki Lauda que sufrió en Nurburgring un accidente que casi le cuesta la vida.
En 1977, el exitoso McLaren M23 es reemplazado gradualmente por el M26, durante la temporada Hunt gana 3 carreras, pero Lauda y Ferrari lograron el campeonato ese año. A partir de 1978, McLaren entra en decadencia, no logran ni una victoria por el Lotus 79 de Colin Chapman con su novedoso efecto suelo. El equipo intentó crear autos capaces de hacer frente a los otros autos con efecto suelo, como el M28 o el M29.

### Años 1980: Época dorada
Tras haber conocido la gloria de la mano de Fittipaldi en 1974 y James Hunt en 1976, McLaren volvió a experimentar una sequía de resultados que se extendió hasta la temporada de 1980. Tras la misma y por presión del patrocinante Philip Morris, se aprueba el ingreso al paquete accionarial de la empresa de desarrollo Project 4, en la persona de su propietario Ron Dennis. La presencia del nuevo socio supone a la vez un nuevo cambio de mando, pasando el mismo de las manos de Teddy Mayer a las manos de Dennis, quien termina adquiriendo la escudería por completo.
La sequía de éxitos de McLaren nuevamente desaparece tras la intervención de Dennis y el ingreso de Mansour Ojjeh (propietario del productor de relojes TAG), cuya intervención resultó vital en la inversión para el desarrollo de nuevas unidades de potencia. Al mismo tiempo, se produjo el ingreso del excampeón del mundo Niki Lauda (quien retornaba a la actividad) y el regreso del ingeniero John Barnard, responsable del diseño del exitoso M23, buque insignia de los éxitos de 1974 y 1976.
En 1982, junto con el otro piloto del equipo John Watson, Niki compitió por el campeonato de ese año a bordo del novedoso auto MP4/1, el primer F1 hecho de fibra de carbono (desde 1981, los diseños de McLaren son numerados como MP4/xx, como resultado de la fusión del Team McLaren y el Project 4 de Dennis). Pero fue en 1984 cuando al volante del MP4/2 con motor turbo TAG-Porsche (financiado por Mansour Ojjeh), el austríaco obtuvo su tercer título del mundo, batiendo por solo medio punto al nuevo piloto del equipo, Alain Prost. A pesar de esta derrota, Prost se volvió a anotar para conquistar el campeonato, teniendo éxito de manera consecutiva 1985 (frente al equipo Ferrari, representado por Michele Alboreto) y 1986 (después de un duro enfrentamiento con los Williams de Mansell y Piquet).

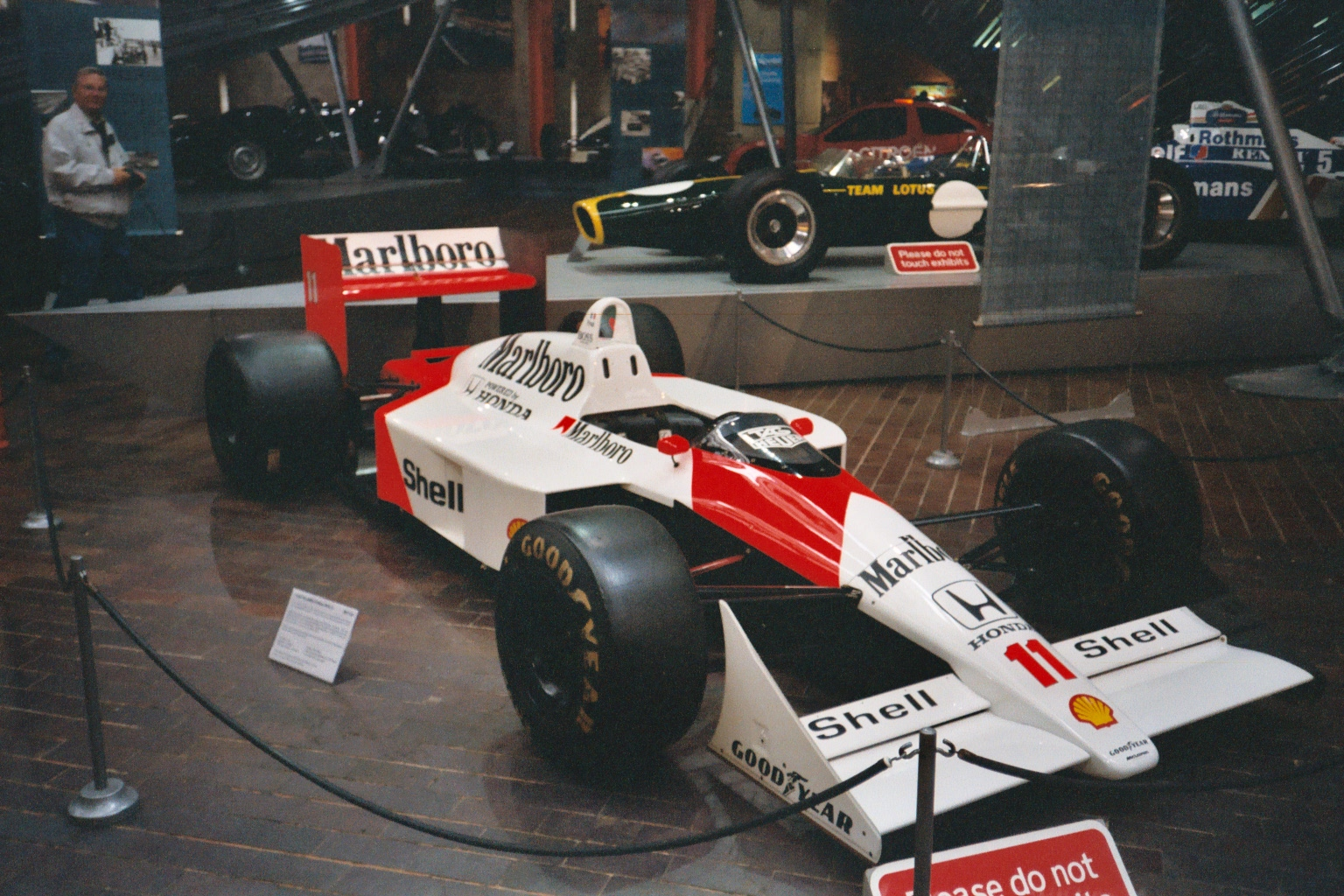
15 de las 16 carreras de 1988 fueron ganadas por el MP4/4 de McLaren-Honda.

Después de un 1987 en blanco en campeonatos, en 1988, con motores Honda, el McLaren MP4/4 dominó la temporada ganando 15 de 16 carreras, coronándose Ayrton Senna como campeón de pilotos en el Gran Premio de Japón. Ya se había iniciado la fuerte rivalidad entre Senna y su compañero de escudería Alain Prost.
En 1989 el dominio de McLaren seguía aún presente, sin embargo, ese año el título fue para Prost en detrimento de Senna. Aquí comenzó la fama de equipo controvertido por la dificultad de convivencia entre pilotos competitivos entre sí.

### Inicios de los años 1990

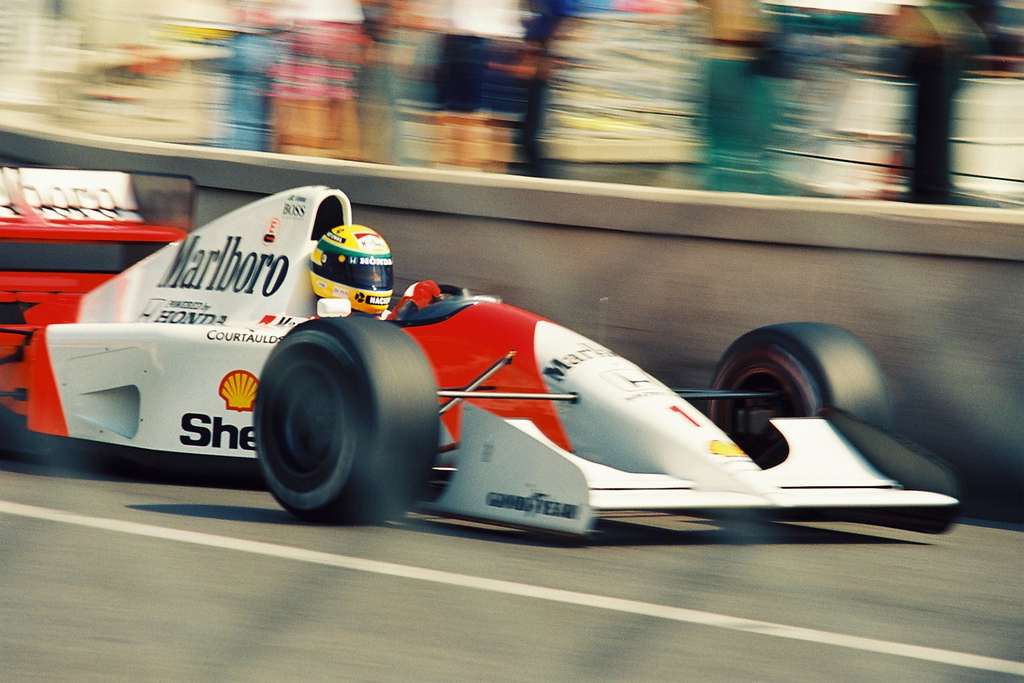
Ayrton Senna en el Gran Premio de Mónaco de 1992.

A pesar de la partida de Alain Prost hacia Ferrari en 1990, McLaren dominó la Fórmula 1 durante dos años más, ganando Senna el mundial de pilotos esos dos años, siendo el de 1990 conseguido de forma polémica en Suzuka.

### Era McLaren-Mercedes
Desde 1992 el equipo inició su declive con el inicio de la dominación de los motores Renault (llegando a no ganar ninguna carrera entre 1994 y 1996 desde 1980) hasta ese mismo año 1996, cuando se reiniciaron los éxitos con la combinación de chasis McLaren, motor Mercedes y Mika Häkkinen y David Coulthard como pilotos. McLaren ganó el mundial de constructores de 1998 y Häkkinen el título de pilotos en ese mismo año y también en 1999, venciendo al trinomio Ferrari-Michael Schumacher / Eddie Irvine.

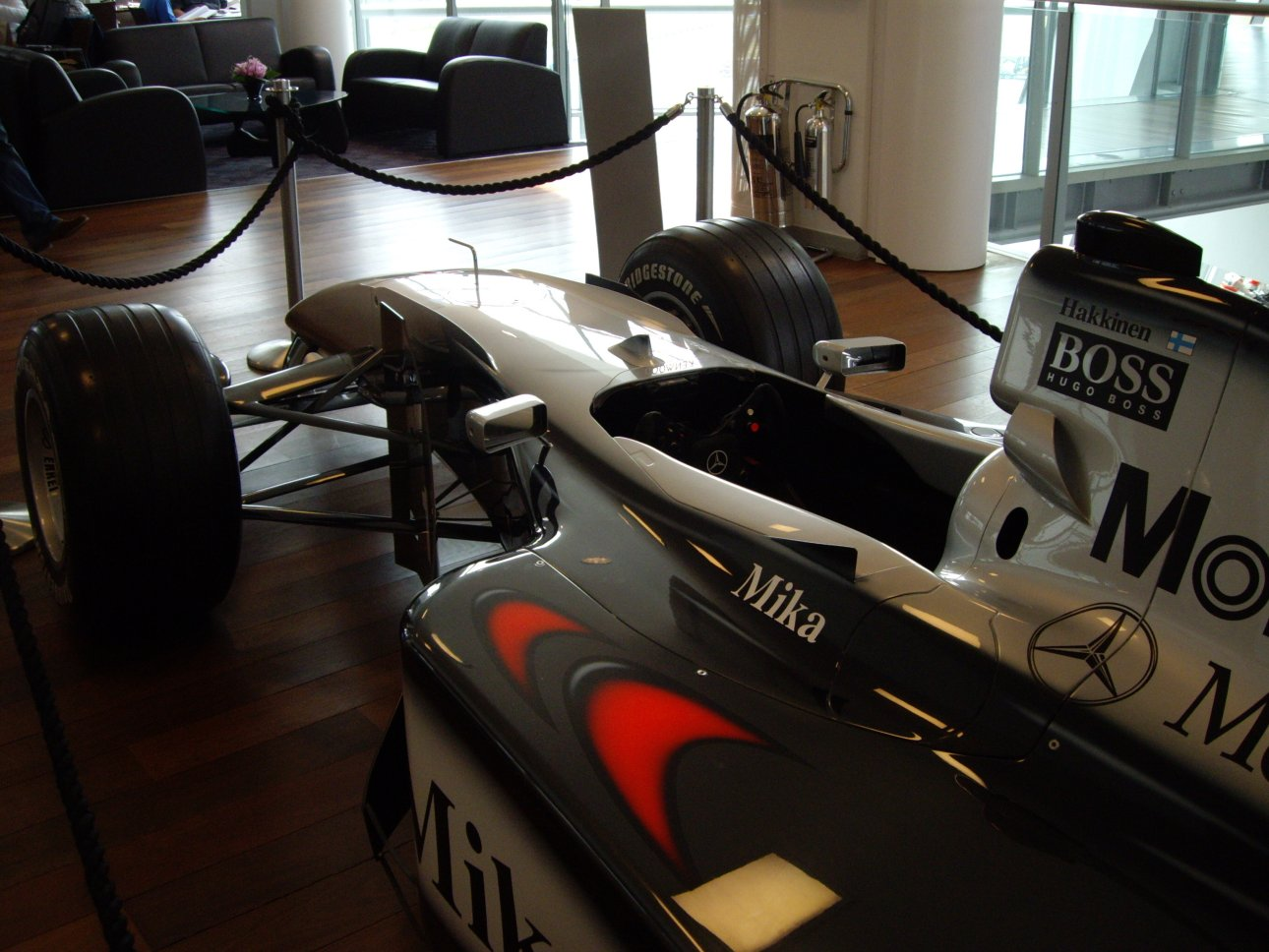
Algunos detalles del monoplaza de Mika Häkkinen.

Desde 2000, McLaren ha luchado por mantenerse en los primeros lugares, pero no ha logrado igualar a los Ferrari debido a la falta de fiabilidad mecánica que le hizo perder al finlandés varias carreras. Igual suerte corrieron en 2001, en donde solo se lograron cuatro victorias, dos para cada piloto, y nuevamente quedaron subcampeones, pero a mayor distancia de Ferrari. A finales de 2001, Mika Häkkinen se retiró y su vacante la ocupó su compatriota Kimi Räikkönen. En el 2002 McLaren quedó lejos de Ferrari, e incluso fue superado por Williams en el campeonato de constructores, logrando solo una victoria en Mónaco con Coulthard. En 2003 tuvieron que usar una versión actualizada del coche de 2002, pero aun así Kimi Räikkönen logró ser subcampeón, a solo dos puntos de Michael Schumacher. El equipo logró ganar las dos primeras carreras de la temporada, pero no logró más victorias, quedando nuevamente tercero en el mundial de constructores.

#### 2004
En 2004 se esperaba que McLaren peleara ambos campeonatos con Ferrari, pero tuvo una temporada para el olvido. Sus fallos de fiabilidad en las primeras carreras del año fueron determinantes. A partir de Silverstone se vio una notable mejoría, cuando Kimi Räikkönen logró la pole, que se tradujo en un meritorio segundo puesto. Luego vencería en Bélgica, y lograría dos podios más, terminando la escudería en una decepcionante quinta posición en el campeonato de constructores, su peor temporada desde 1983.

#### 2005: De nuevo a las puertas
En 2005, los pilotos fueron Kimi Räikkönen y Juan Pablo Montoya. El finlandés terminó como segundo clasificado en el campeonato de pilotos, por detrás del español Fernando Alonso, de Renault. Asimismo, fueron segundos en la clasificación de constructores, tras el equipo francés. Esa temporada estuvo marcada por el mal inicio de la escudería de Woking, con grandes problemas de fiabilidad en sus motores tras el fallo de planificación de evolución de los coches para la temporada, mientras que Renault conseguía muchos puntos. A mitad de temporada, gracias al gran trabajo de los ingenieros de la marca británica y especialmente de Adrian Newey, el jefe de aerodinámica y motores; el coche pasó a ser el más rápido, y comenzó a recortar puntos a Renault, hasta llegar a un apretado final en el que los problemas de motor, dieron el título de pilotos a Fernando Alonso en Brasil, y el de constructores a Renault en el último GP de la temporada, el de China.

#### 2006: caída de rendimiento
Tras haber terminado 2005 demostrando tener un coche muy veloz, McLaren esperaba tener mejor fortuna esta temporada. Sin embargo, pese a que los resultados no fueron del todo malos al inicio (3 podios en las 4 primeras carreras), McLaren terminó el año sin poder obtener una sola victoria, algo que no sucedía desde 1996. Además, tampoco se resolvieron los problemas de fiabilidad; de modo que lo máximo que pudo obtener McLaren fue la 3.ª posición en el mundial de constructores, muy lejos de Ferrari y Renault. En cuanto a los pilotos, Juan Pablo Montoya abandonó la escudería mediada la temporada para competir en la NASCAR, siendo reemplazado por Pedro de la Rosa. En resumen, McLaren cerró el año con un amargo sabor de boca.

#### 2007: polémicas

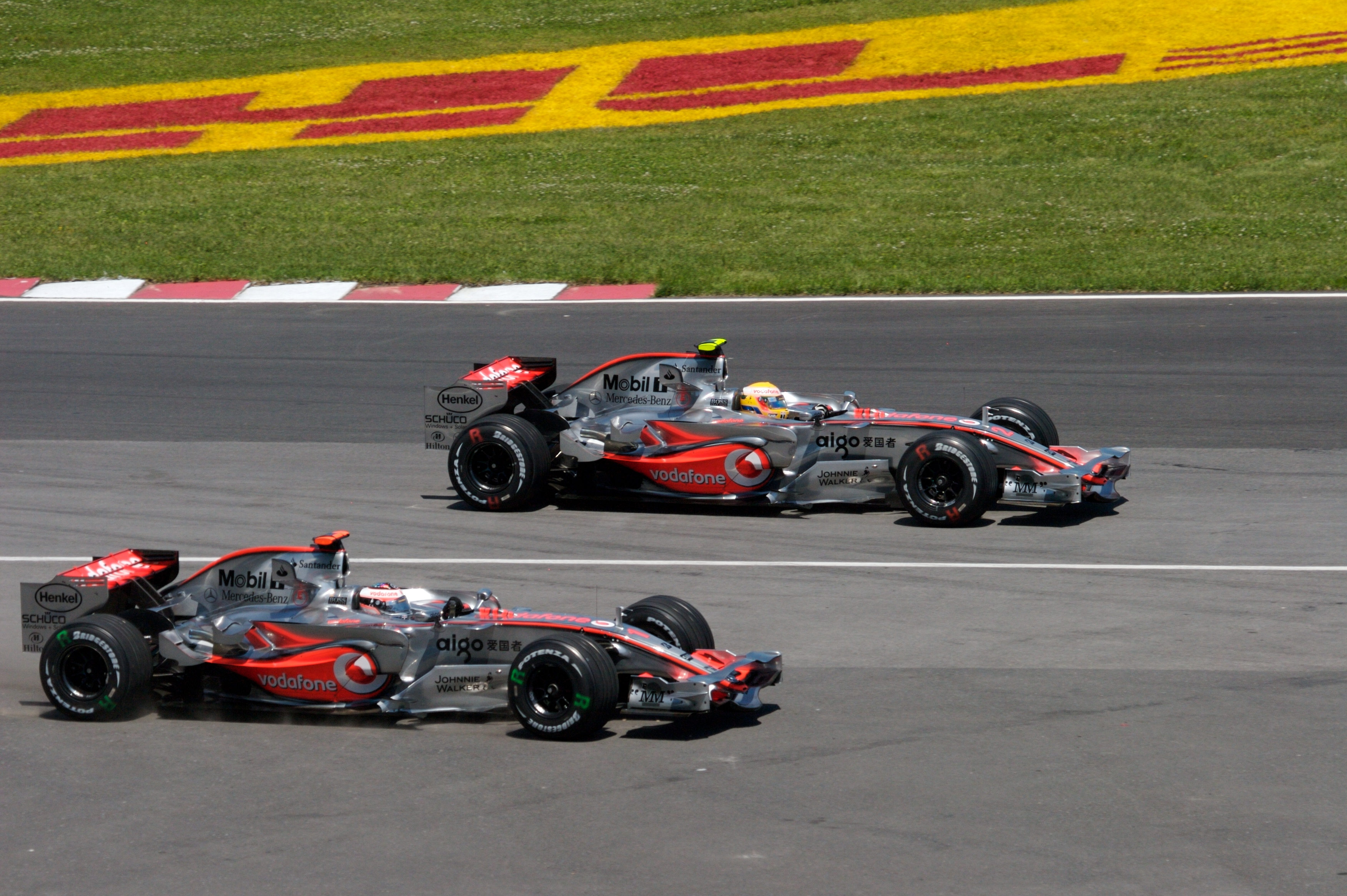
El año 2007 estuvo marcado por la batalla interna entre los dos pilotos de McLaren,y el espionaje realizado hacia Ferrari.

En diciembre de 2005 ya se había anunciado el fichaje de Fernando Alonso por McLaren para 2007. Tras cavilar durante mucho tiempo la decisión, Ron Dennis y las autoridades de McLaren Mercedes llegaron a la decisión de subir al MP4-22 a Lewis Hamilton, joven piloto británico de 21 años, campeón de la GP2 Series de 2006, quien había sido respaldado desde los 13 años por el equipo. Esta decisión hizo que de la Rosa volviese a su puesto anterior de tercer piloto. El nuevo monoplaza, el MP4/22, fue presentado en enero de 2007 en Valencia, y suponía una mejora de su predecesor, tanto a nivel aerodinámico como de motor.
La temporada 2007, brillante desde el punto de vista del rendimiento del equipo (se lograron 8 victorias en total, por ninguna el año anterior); sería manchada por un polémico caso de espionaje entre McLaren y Ferrari, según la cual un empleado de Ferrari Nigel Stepney habría enviado información confidencial a Mike Coughlan, jefe de diseño de la escudería británica. Sin embargo, el 26 de julio de 2007, la FIA absolvió al equipo por no tener constancia de que la información recabada de Ferrari, hubiese sido utilizada para mejorar el monoplaza de McLaren.
Para colmo de males, los problemas también estaban entre los dos pilotos. Aunque hubo ciertas tensiones en Montecarlo e Indianápolis resueltas a regañadientes, en el Gran Premio de Hungría de 2007, el equipo no sumó puntos para el campeonato de constructores, a pesar del primer puesto de Hamilton y el cuarto de Alonso. Esto se debió a una polémica parada del piloto español en el último cambio de neumáticos de la Q3, donde permaneció veinte segundos por delante de su compañero en el box de McLaren. Esto generó que el inglés no pudiese marcar una nueva vuelta rápida por falta de tiempo, mientras que el español se quedó con el mejor crono de la sesión. Según declaraciones del equipo luego del incidente, Alonso permaneció detenido luego de realizar el repostaje por orden de McLaren, por lo que estaba libre de toda culpa, y que Hamilton había desobedecido una orden de equipo previamente que impidió que Alonso tuviese una vuelta extra. Sin embargo, esto no convenció a los comisarios, que penalizaron al asturiano con la pérdida de cinco puestos en clasificación. Desde ese momento, el vínculo entre Alonso y la escudería de Woking se tornó insoportable para él, luego de que el bicampeón asturiano declarara de que su equipo estaba en su contra, por competir contra un piloto inglés.
Más adelante, el 13 de septiembre de 2007, la FIA reabrió el caso de espionaje debido a la aparición de nuevas pruebas, entre las que había llamadas entre Nigel Stepney y Michael Coughlan, así como correos electrónicos entre Fernando Alonso y Pedro de la Rosa que no se llegaron a confirmar. La escudería de Woking perdió todos sus puntos en el campeonato de 2007, fue descalificada del campeonato de constructores y condenada a pagar cien millones de dólares de multa (72 millones de euros). En cambio, la penalización no afectó a ninguno de los pilotos de la escudería. Sin embargo, pese a la privilegiada posición de Hamilton (líder del mundial con 17 puntos de ventaja sobre el segundo clasificado a falta de dos carreras para el final), ni él ni Alonso pudieron conseguir el campeonato, que fue para Kimi Räikkönen.
El 2 de noviembre de 2007, como colofón a la polémica temporada de la escudería británica, se hizo pública la rescisión del contrato de Fernando Alonso, sin penalización alguna para el equipo o el piloto, lo que permitiría que Alonso pudiese pilotar para cualquier escudería a partir de aquel momento, quedando patente su descontento con el trato que tuvo por parte del equipo, sobre todo de su jefe Ron Dennis, a quien acusó de posicionarse siempre a favor del novato, Lewis Hamilton.

#### 2008: Kovalainen sucede a Alonso

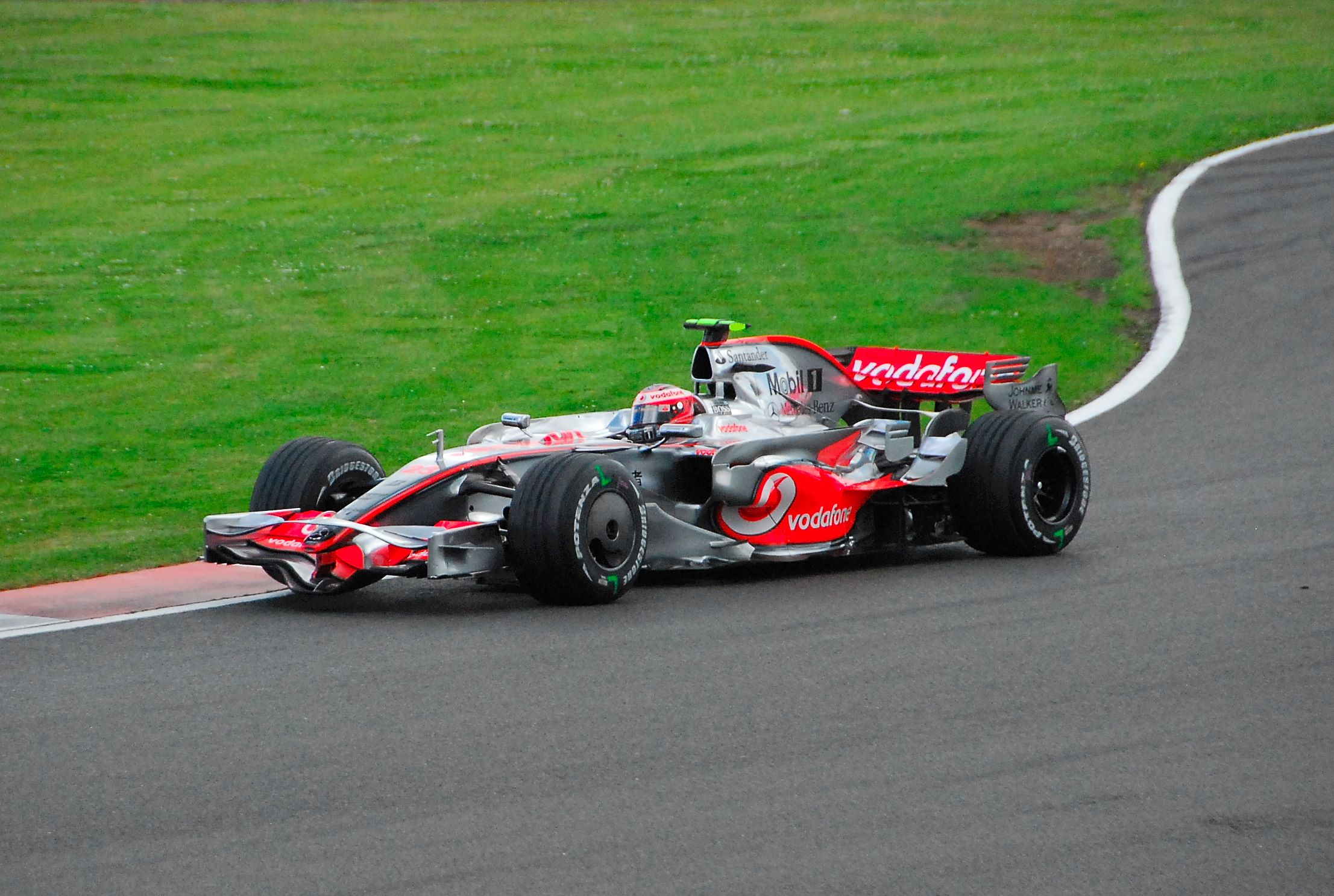
MP4-23 conducido por Heikki Kovalainen durante el Gran Premio de Gran Bretaña de 2008.

El 14 de diciembre de 2007, Heikki Kovalainen es confirmado como segundo piloto de la escudería McLaren Mercedes para la temporada 2008 junto a Hamilton. La nueva unidad de McLaren para el 2008, el MP4-23, es presentado al público el 7 de enero de 2008 en una fiesta oficial en Stuttgart, Alemania.
Se añade otro patrocinador, AkzoNobel, empresa multinacional neerlandesa dedicada a la fabricación de pinturas, que además proporcionaría la pintura de característico color plateado que caracteriza a la escudería.
Tras una temporada muy ajustada, llegó el último Gran Premio, el de Brasil. Casi toda la carrera estuvo como ganador del mundial de pilotos Hamilton, hasta que Sebastian Vettel le superó en la antepenúltima vuelta. Aparentemente, Felipe Massa iba a ser el ganador; pero Timo Glock, que rodaba cuarto con ruedas de seco con la pista encharcada, fue adelantando en la última curva, permitiendo que Hamilton se proclamara el campeón de Fórmula 1 más joven de la historia. Fue el duodécimo mundial de pilotos para la escudería de Woking, tras no celebrar un campeonato desde 1999.

#### 2009: Gran remontada en un año muy difícil

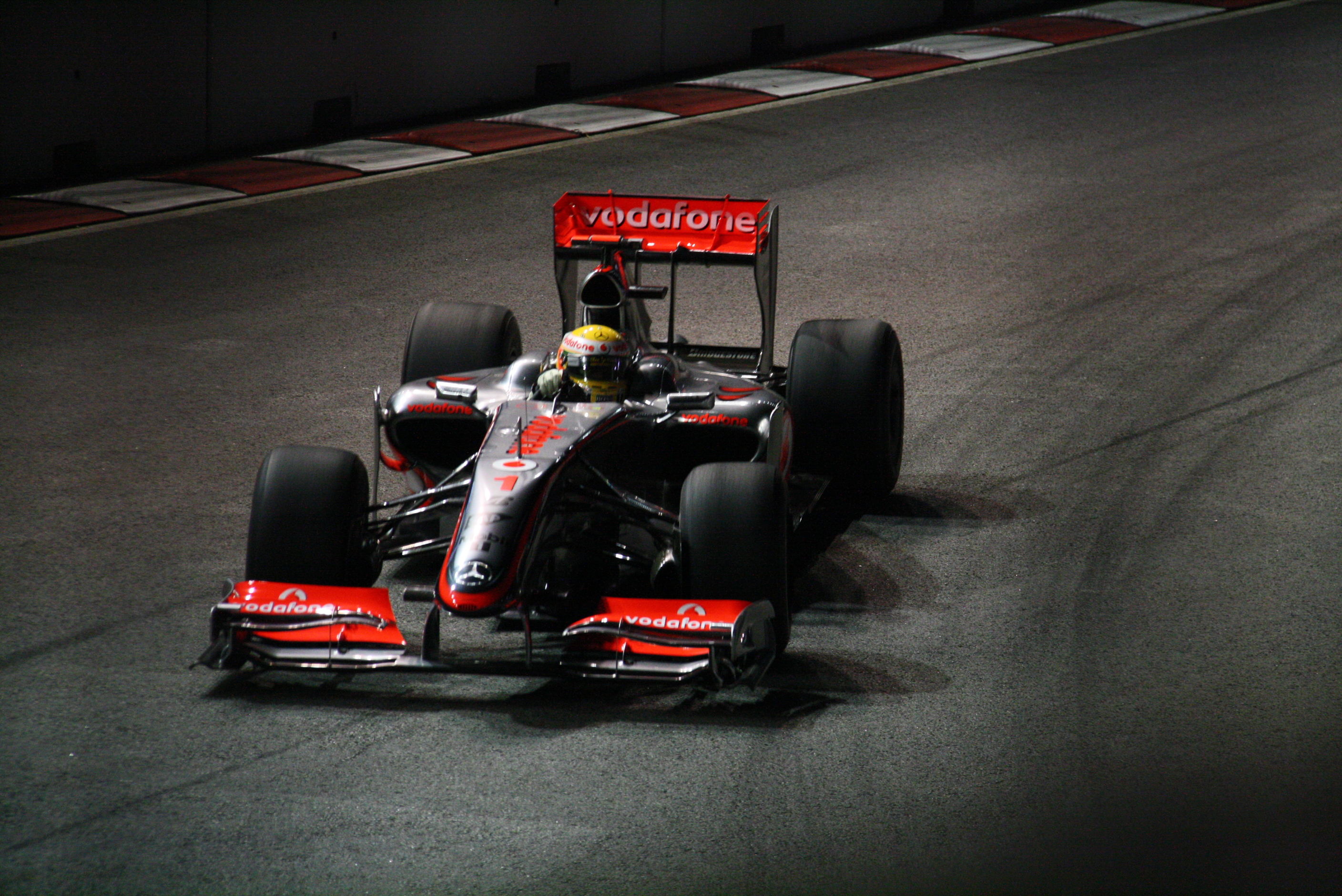
Lewis Hamilton en su MP4-24 durante el Gran Premio de Singapur de 2009.

Tras proclamarse campeones el año anterior, el equipo afrontaba la pretemporada con muchas dificultades aerodinámicas, debido al cambio de reglamento. Empezaron con una carrera muy polémica en Australia en el que las mentiras por parte del equipo y de Lewis Hamilton acabaron con la descalificación de este en esa carrera y con varios puestos en el equipo.
Su rendimiento siguió sin mejorar, pero dio para puntuar en las siguientes tres carreras, en Malasia, China y Baréin. A partir de ahí, estuvieron 4 carreras sin puntuar, hasta que en Alemania, Heikki Kovalainen consiguió ser octavo arañando así un punto.
Realmente, el equipo había mejorado bastante desde Mónaco, pero por errores de piloto o fiabilidad, no se había materializado.
En la siguiente carrera en Hungría, Fernando Alonso marcó la pole en una caótica calificación, y Hamilton fue 4.º. Tras la salida, Alonso conservó el liderazgo y Hamilton se colocó 2.º con la ayuda del KERS. Entonces, tras el primer pit stop de Alonso, le colocaron mal una rueda y ésta se desprendió, lo que arruinó la carrera del español que se acabó retirando. La carrera la ganó Lewis Hamilton, consiguiendo así la primera victoria de un coche equipado con KERS. Kovalainen fue quinto.
En la siguiente carrera, en el GP de Europa, consiguieron un nuevo podio con Hamilton 2.º, que salía desde la pole, pero la carrera la ganó Rubens Barrichello. Kovalainen fue cuarto.
En el Gran Premio de Bélgica, en una colisión múltiple abandonaron Lewis Hamilton, Jenson Button, Romain Grosjean y Jaime Alguersuari en la primera vuelta. Heikki Kovalainen solo pudo ser sexto.
En Italia, Hamilton logró la pole, pero una gran estrategia de los Brawn le relegó al tercer puesto tras su segunda parada, y en su afán por perseguir al 2.º, que era Jenson Button acabó estrellado en la última vuelta contra los muros. Kovalainen fue sexto.
En Singapur, Hamilton logró una nueva pole y otra victoria, mientras Kovalainen fue 7.º. En Japón y Brasil, Hamilton fue 3.º, mientras que Kovalainen fue 11.º y 12.º respectivamente.
Finalmente, en Abu Dabi, Hamilton logró una nueva pole, pero debió retirarse por problemas de frenos. Kovalainen fue 11.º. A pesar de no puntuar, Ferrari tampoco pudo hacerlo y así McLaren conservó la tercera posición en el campeonato de constructores.

#### 2010: De nuevo en la pomada
Para el año 2010, McLaren fichó al vigente campeón mundial Jenson Button proveniente de Brawn como compañero de Lewis Hamilton, devolviéndole así el número 1 al equipo, y formando así un equipo exclusivamente inglés. En este año Mercedes se separa de McLaren y crea Mercedes, aunque sigue siendo proveedor de motores de McLaren.
En la primera carrera en Baréin, el equipo realizó una clasificación, con Lewis Hamilton 4.º y el campeón Jenson Button 8.º. En carrera, Hamilton conservó su cuarta plaza, pero tras el fallo mecánico de Sebastian Vettel logró acabar 3.º. Button superó a Mark Webber y acabó 7.º. En Australia, en una carrera muy difícil con lluvia, Button puso slicks antes que nadie colocándose 2.º tras Vettel, que abandonó, lo que le llevó a ganar la carrera. Hamilton tuvo un choque con Webber cuando trataba de superar a Fernando Alonso y terminó 6.º. En Malasia ambos coches tuvieron una clasificación desastrosa (Button 17.º y Hamilton 20.º), pero ambos lograron remontar, colocándose 6.º Hamilton y Button 8.º. Una nueva prueba bajo la lluvia en China fue testigo de la primera victoria y del primer doblete de la temporada de McLaren, siendo Jenson 1.º y Lewis 2.º. Las dos siguientes pruebas en España y Mónaco serían francamente malas para el equipo, ya que solo logró 20 puntos entre ambas, gracias a dos 5.º puestos y dos abandonos, uno por cada piloto. Pero McLaren volvería a lo más alto de la clasificación al obtener dos dobletes en las carreras de Estambul y Montreal, con Hamilton como vencedor en ambas ocasiones.
McLaren tuvo el potencial para ganar, pero algunos errores puntuales acabaron siendo decisivos.

#### 2011: A la sombra de Red Bull

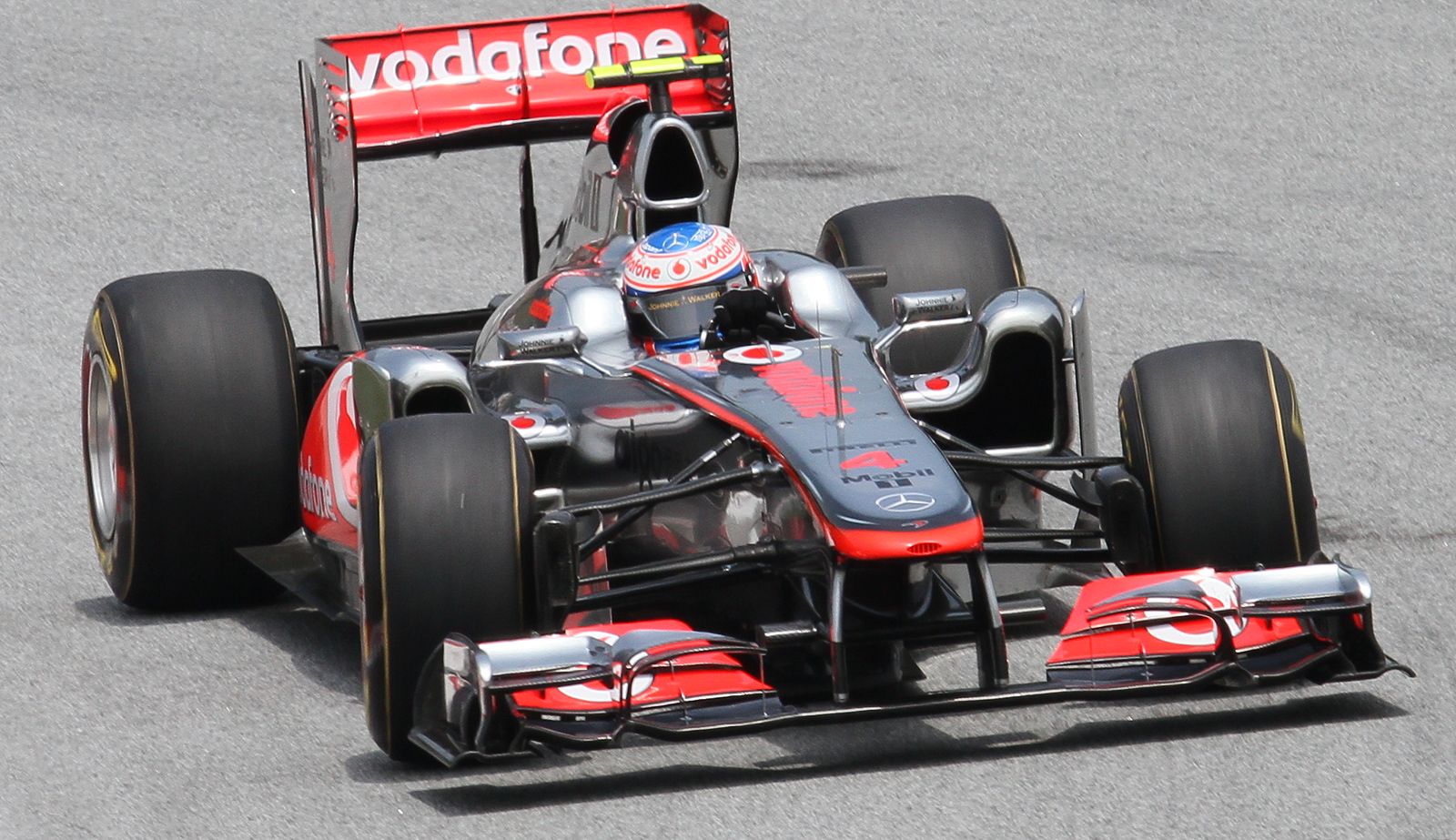
Jenson Button al volante del MP4-26.

Para la temporada 2011, McLaren contaba con los mismos pilotos de la temporada pasada, el nuevo monoplaza el MP4-26 se mostraba como un monoplaza confiable, a pesar de que en la pretemporada solo figuraba, la mayoría de las veces entre el tercer y quinto sitio.
Debido a la cancelación del Gran Premio de Baréin, la primera carrera sería el Gran Premio de Australia, en dicha carrera Hamilton saldría en la 2.º posición, mientras tanto, Button lo haría desde el 4.º sitio, en carrera Button perdió dos posiciones que lo colocarían en sexta posición, mientras que Hamilton mantendría su segunda posición sin hacerle batalla al avasallador dominio de carrera que mantuvo Vettel, sacando este 22 segundos de ventaja. En el Gran Premio de Malasia, las posiciones de salida serían las mismas que en Australia, Hamilton segundo, Button cuarto, sin embargo en carrera, las cosas serían diferentes Hamilton perdería la segunda posición que luego obtendría Button. Hamilton entró en una lucha por la cuarta posición con Fernando Alonso, luego dicha lucha terminaría con ambos en posiciones más bajas y con sanciones, Hamilton se le añadieron 20 segundos por cambiar varias veces de dirección en la defensa de su posición, situación que lo terminó ubicando en octava posición, mientras Button, al igual que la carrera pasada con Hamilton mantuvo un ritmo constante que le mantuvo retener la segunda plaza sin embargo el ritmo de Vettel fue igual de implacable que en Australia.
El Gran Premio de China colocaría a Button y Hamilton, detrás de Vettel, segundo y tercero respectivamente, en la largada ambos McLaren atacaron a Vettel, siendo Button primero y Hamilton segundo, 13 vueltas luego Button perdería la posición con Hamilton en la curva 1, en pits Button comete un grave error al entrar junto a Vettel a box, ingreso a la posición de Red Bull, eso le costaría la posición a merced de Vettel, quien decidió una estrategia a dos paradas en tanto Hamilton a tres, esta decisión le valdría la victoria a Hamilton quien aprovechó el desgaste de los neumáticos Pirelli en la vuelta 52 para liderar la carrera, en tanto Button a 2 vueltas de finalizar la carrera pierde la opción de podio con Webber quien realizó una excepcional carrera, terminando en cuarta posición. El Gran Premio de Turquía los cronos no fueron favorables acabando Hamilton en cuarta posición y Button en sexta, en la carrera la historia fue muy similar y el rendimiento fue bajo, Hamilton apenas mantuvo la cuarta posición a 30 segundos del podio mientras Button fue sexto a 20 segundos de Hamilton.
Para el Gran Premio de España, el rendimiento se mostró optimó a pesar de una calificación regular en la que Hamilton quedaría tercero y Button sexto, el ritmo en carrera les permitió avanzar hasta la segunda y tercera posición respectivamente, pero esta vez el acecho de Hamilton a Vettel fue más, quedando a solo 0.630s del alemán. En el Gran Premio de Mónaco, Button iniciaría en la segunda posición, mientras que Hamilton décimo debido a una sanción por saltarse una chicana, en carrera, Button perdería el lugar con Alonso, luego se da una lucha por la primera posición entre Vettel, Alonso y Button, en la que el desgaste de los neumáticos decidiría al vencedor pero una colisión entre Vitaly Petrov y Jaime Alguersuari, detendría la carrera y en una decisión algo controversial se permitió el cambio de neumáticos, mientras tanto Hamilton tenía una de sus peores carreras, provocando una colisión que deja fuera a Felipe Massa, luego sería sancionado con un drive trough y luego del reinicio de carrera en las últimas vueltas provocaría la colisión de Pastor Maldonado al intentar un adelantamiento en la primera curva, las posiciones en punta no variaron, Hamilton fue sancionado con 20 segundos luego de la carrera, que representó el inicio de una temporada tormentosa para Hamilton.
En el Gran Premio de Canadá la calificación mostró un bajo rendimiento siendo Hamilton quinto y Button séptimo. En carrera, luego de una interrupción por lluvia, Hamilton tocó la parte trasera de Button, colisionando contra la pared y rompiendo la suspensión trasera. Button tuvo que entrar en pits para cambiar neumáticos, pero se produce otra interrupción por lluvia y al volver a reanudar Button tiene un toque con Alonso y vuelve a entrar en bixes a cambiar neumáticos. En una carrera emotiva en la que Button realizó 27 adelantamientos siendo el último el que le dio la victoria luego que Vettel sucumbiese ante la presión del británico y cometiese un error al pasarse de largo en una curva en la última vuelta, error que le permitió a Button apuntarse la primera victoria del año. El segundo Gran premio disputado en España, Gran Premio de Europa, no dista mucho de la discreta participación en Turquía, con Hamilton tercero y Button sexto en la salida, en carrera Hamilton apenas puede defender un cuarto puesto mientras que Button mantiene la misma posición de salida.
Luego de las vacaciones de verano el claro dominador era Sebastian Vettel con su Red Bull RB7, y su más cercano competidor era McLaren, que variaba las buenas participaciones de sus pilotos, mostrándose inconsistentes. Sin embargo la segunda mitad de temporada mostraría quien sería el número 1 en McLaren y descubriría la naturaleza de los problemas que venía arrastrando Hamilton desde Mónaco.
Button fue el claro referente de la escudería en la recta final del campeonato. Jenson, que venía de ganar en Hungría, estuvo presente en todos los podios de las pruebas restantes salvo en el de Corea y se llevó la victoria en Japón. Hamilton seguía con altibajos y solo logró dos podios en ese mismo periodo de tiempo (uno de ellos, el de la victoria en Abu Dabi). Finalmente, Button fue subcampeón con 270 puntos y Hamilton terminó 5.º con 227 unidades, dejando a McLaren como un sólido subcampeón de constructores con 497 puntos.

#### 2012: Despedida de Hamilton y problemas de fiabilidad
La temporada inició con una fuerte clasificación en el Gran Premio de Australia, donde el equipo coparía las dos primeras posiciones y luego en carrera Jenson Button se haría con la victoria, mientras Hamilton ocuparía la última plaza del podio. Hamilton, en las siguientes dos carreras, ocuparía ese mismo puesto (tercer lugar), mientras Button solo lograría un segundo puesto en el Gran Premio de China y quedaría lejos de los puntos en el Gran Premio de Malasia al llegar en la posición 14.ª.
Posteriormente, llegarían tres Grandes Premios que depararían resultados con poca producción de puntos para el equipo y que resultaron algo decepcionantes, teniendo en cuenta que en el Gran Premio de España, Hamilton logró la pole, pero un error en los cálculos del equipo no le permitieron a Hamilton volver al box con la cantidad necesaria de combustible para su revisión, lo que terminó en la descalificación del inglés y la cesión de la pole al Williams de Pastor Maldonado, que a la postre ganaría el Gran Premio. Mientras, Button sufrió la primera avería de la temporada del MP4-27 en el Gran Premio de Baréin.

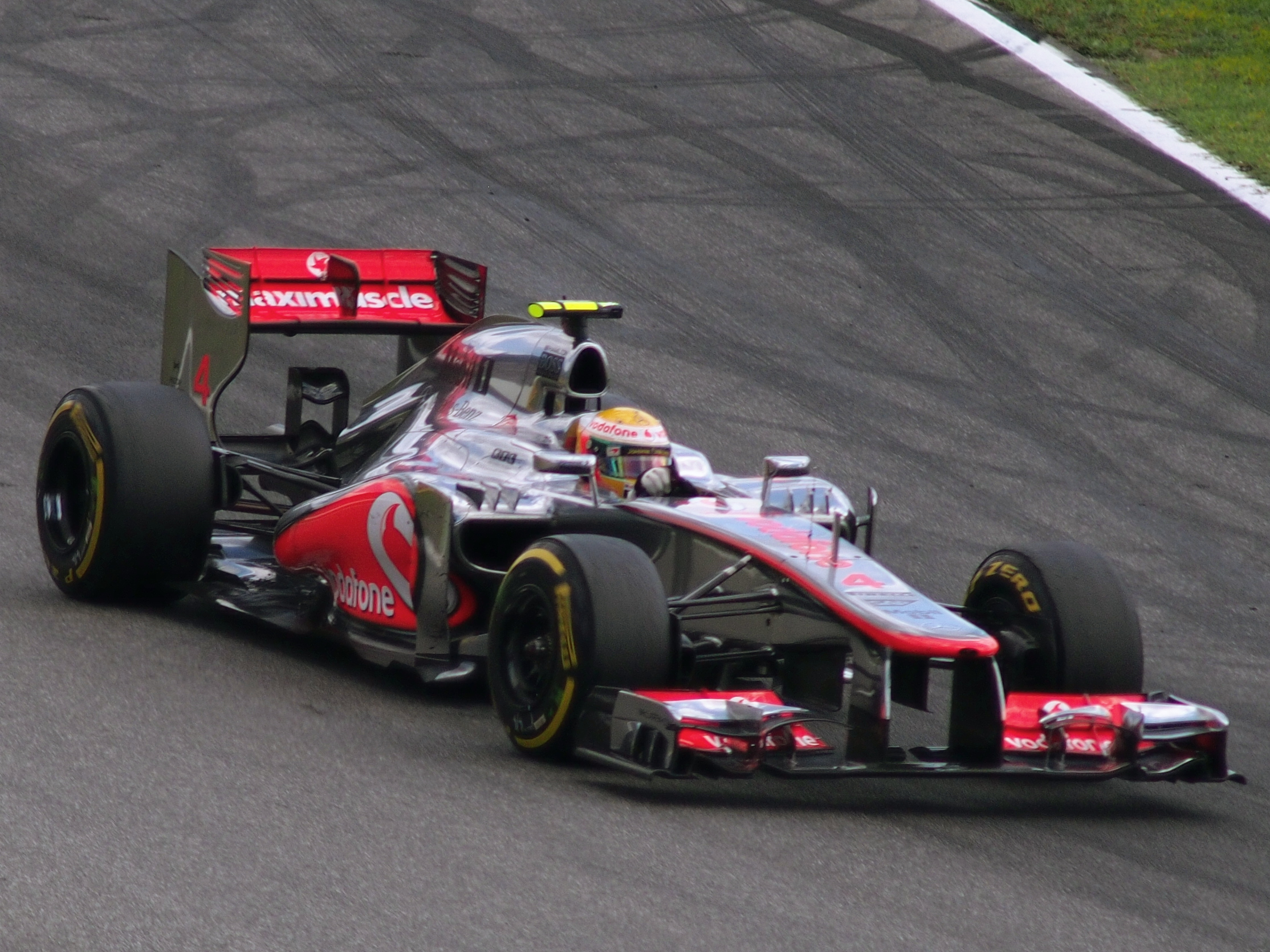
Lewis Hamilton subido al MP4-27 en 2012.

El Gran Premio de Canadá depararía una victoria de Hamilton lo que lo convirtió en el séptimo ganador de un Gran Premio en la temporada, sin embargo, el equipo tendría que enfrentar una seguidilla de pocos puntos en otras tres carreras, donde Hamilton perdió un podio en Valencia, tras una colisión con Pastor Maldonado. Solo Button rescataría una promisoria cantidad de puntos en el Gran Premio de Alemania con su segundo puesto, luego llegarían una serie de victorias para el equipo en Hungría, Bélgica e Italia, agregado a un segundo puesto de Button en Singapur. Pero fue en esta racha de carreras donde empezó a mostrarse la falta de fiabilidad del coche y empezó el equipo a dejar puntos en el camino: en Bélgica una colisión deja fuera a Hamilton (provocada por el error de Grosjean), posteriormente la bomba de gasolina de Button en Italia y luego en Singapur la caja de cambios de Hamilton luego de haber largado en la pole.
El 28 de septiembre, el equipo Vodafone McLaren Mercedes confirma en su página oficial que el mexicano Sergio "Checo" Pérez sería su segundo piloto a partir del 2013, reemplazando a Hamilton, quien emigra a Mercedes.
Se iniciaba así el fin de la era de Hamilton en el equipo de Woking. Sin embargo, en el final de la gira por el continente asiático el equipo obtendría resultados discretos en Japón, Corea del Sur, India y Abu Dabi: una colisión en Corea del Sur deja fuera a Button y una vez más un problema de fiabilidad (presión del combustible) deja fuera a Hamilton cuando lideraba el Gran Premio de Abu Dabi y había partido desde la pole, cediéndole la victoria al Lotus de Kimi Räikkönen.
Al final de temporada, en la última gira por el continente americano, Lewis tendría su última victoria con el equipo, en el regreso de los Estados Unidos a la máxima categoría del automovilismo. Cabe resaltar que fue Hamilton con McLaren el ganador de la última edición del GP de Estados Unidos, realizado por última vez en el 2007. La última carrera del año en Brasil, tendría a ambos autos luchando por la victoria, pero Hamilton tendría una triste despedida con una colisión ocasionada por Nico Hülkenberg, cuando ambos disputaban el primer puesto en la vuelta 54. Esto le daba vía libre a Button para ganar la carrera, lo que terminó por decidir al piloto campeón de la temporada. De haber tenido una falla el auto de Button el esa posición hubiese sido para un Fernando Alonso que necesitaba ganar la carrera para haber logrado el campeonato, sin embargo, no sucedió tal percance y el campeonato fue nuevamente para Sebastian Vettel.
Pese a tener uno de los mejores monoplazas de la parrilla en 2012, McLaren volvió a quedarse sin ganar el campeonato debido a varios problemas, especialmente de fiabilidad. El equipo no solo se quedó sin ganar algún campeonato, sino que el fuerte cierre de temporada que concretó el equipo Ferrari lo relegó a la tercera posición del mundial de constructores.

#### 2013: Cambios estructurales precipitados y fracaso

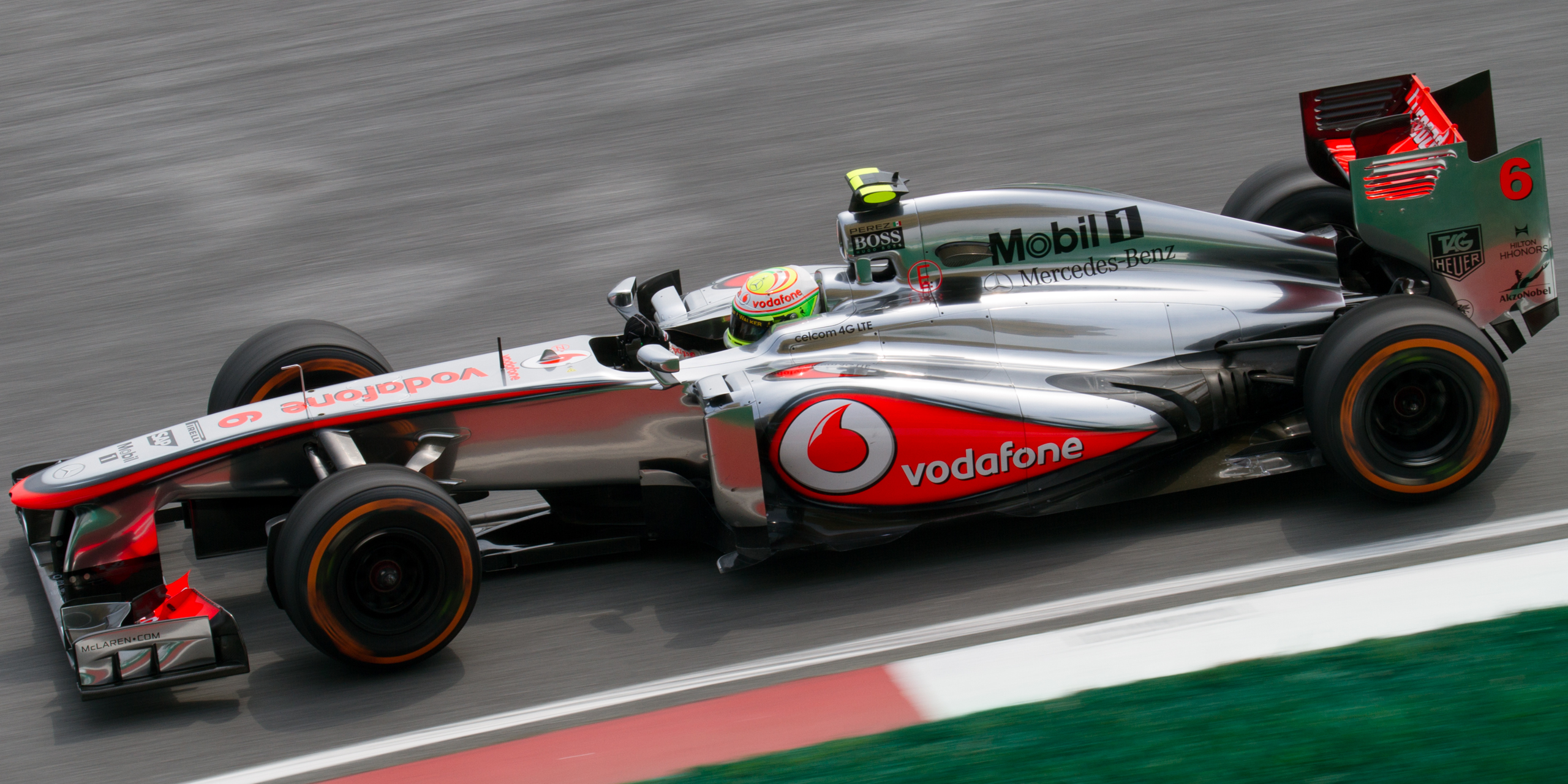
Sergio Pérez en el GP de Malasia.

El 20 de diciembre de 2012 McLaren confirmó que harán la presentación del nuevo McLaren MP4-28 propulsado por motor Mercedes el 31 de enero de 2013 en el Reino Unido. Sus pilotos para ese año son Jenson Button y Sergio Pérez.
Al comenzar la temporada en Australia, se confirmaron los peores pronósticos para la escudería británica, ya que el monoplaza no era competitivo. Tras una pobre sesión de clasificación, McLaren solo obtuvo dos puntos gracias a la novena posición de Jenson Button. En Malasia, fue Sergio Pérez quien sumó otros dos puntos para el equipo. Las cosas pintaban mejor para McLaren en China y Baréin, con un 5.º y un 6.º puesto respectivamente, a la espera de dar un salto cualitativo con el comienzo de la temporada europea.
En Canadá, el equipo no consigue puntuar y pone fin así a una racha de 64 carreras consecutivas haciéndolo, circunstancia que se repitió en Silverstone y que puso de manifiesto los problemas del equipo, que desde entonces, confirmó que ya se estaban centrando en el desarrollo del monoplaza de 2014 básicamente. A pesar de volver a puntuar antes de superar el ecuador de la temporada, McLaren seguía con su "annus horribilis" al no haber sumado un solo podio. La 6.ª posición de Button en Spa permite al equipo ascender al 5.º puesto del mundial de constructores, un pequeño paso adelante que se consolidó con más puntos en las siguientes carreras.
En septiembre de 2013, McLaren celebra el 50.º aniversario desde su fundación.
Finalmente, McLaren despidió una temporada para olvidar (sin ningún podio por primera vez desde 1980) obteniendo sus mejores resultados del año en Brasil: Button fue 4.º y Pérez 6.º.

#### 2014: De nuevo a la alegría

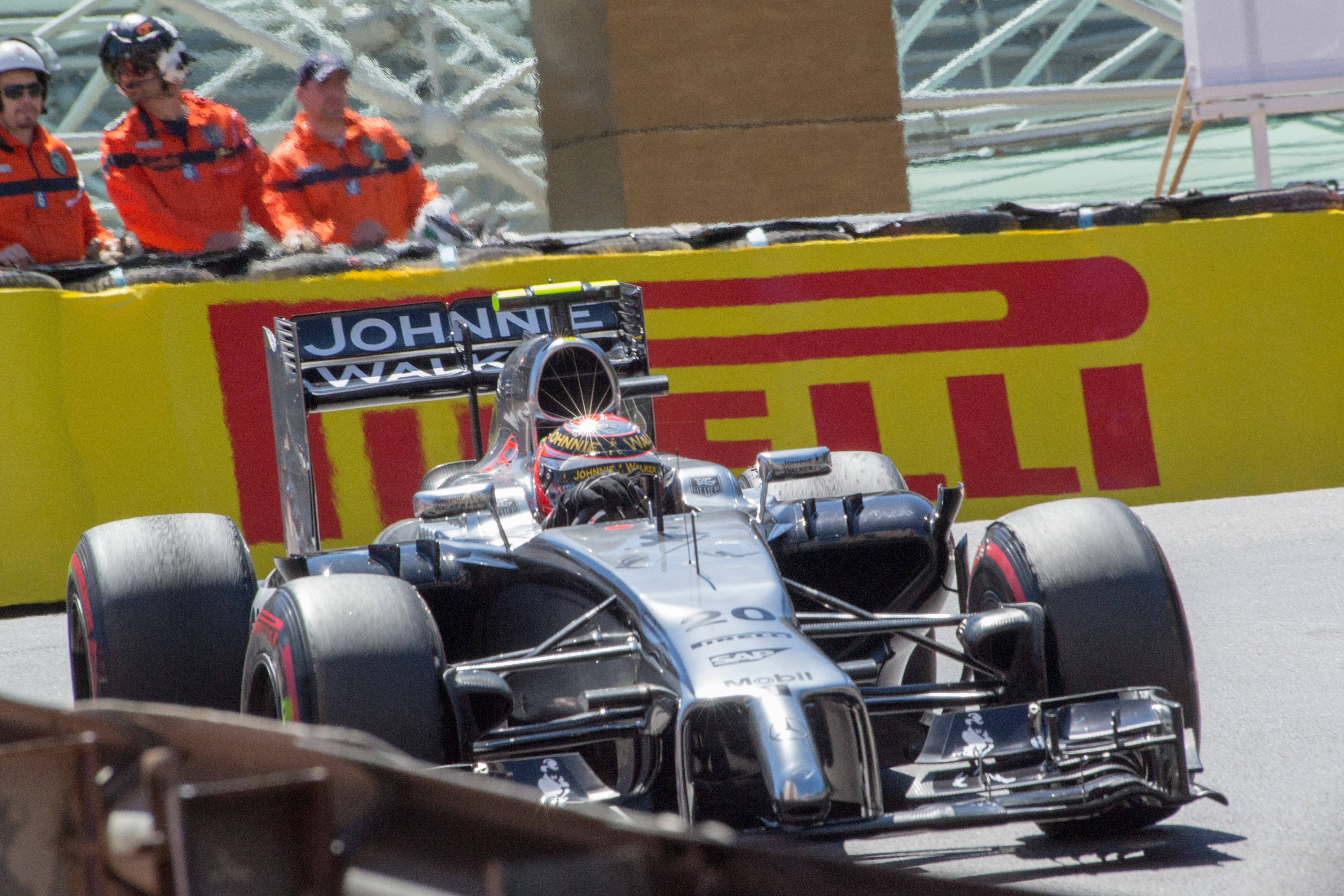
Kevin Magnussen a los mandos del McLaren MP4-29, durante el Gran Premio de Mónaco de 2014.

En 2014, Sergio Pérez abandona McLaren tras un solo año en el equipo, siendo reemplazado por el prometedor Kevin Magnussen, proveniente de programa de jóvenes pilotos de McLaren.
El McLaren MP4-29 con el que compitió el equipo fue presentado el 24 de enero, destacando la forma del alerón delantero, el dominio del color gris y la ausencia de patrocinadores.
En la primera carrera en Australia, ambos pilotos consiguieron subir al podio, ocupando el 2.º y 3.º puesto respectivamente. Sin embargo, aquello fue un espejismo, puesto que en las siguientes pruebas el equipo sufrió con la poca carga que generaba su monoplaza, hasta el punto de encadenar 3 GP sin puntuar. Las cosas mejoraron al llegar a Europa y en Silverstone por fin las evoluciones del McLaren dan sus frutos, ya que Button terminó 4.º y Magnussen 7.º, mientras que en la siguiente carrera volvieron a puntuar con ambos coches. En las siguientes carreras, Button logró terminar en los puntos con frecuencia, mientras que Magnussen tuvo más problemas para obtener resultados. En Rusia, de nuevo McLaren mostró un gran rendimiento y terminó en 4.º y 5.º puesto, lo que les permitió superar a Force India y acercarse a Ferrari en el campeonato.

### Vuelta del binomio McLaren-Honda

#### 2015

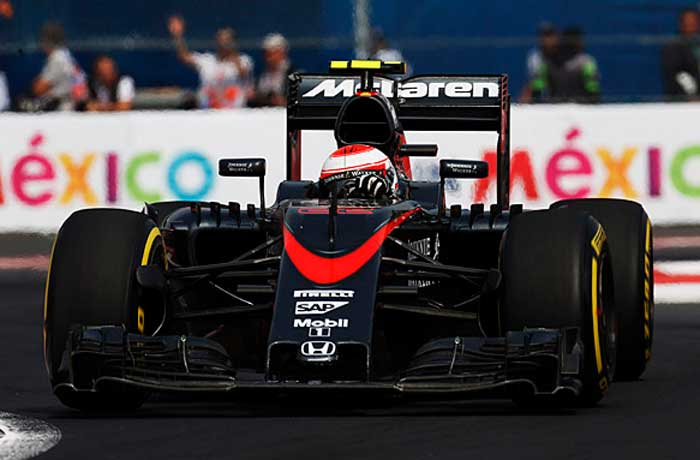
En el Gran Premio de México de 2015, Jenson Button batió el récord de penalizaciones en la F1. Debido a la poca fiabilidad del McLaren, el inglés debió partir último y retroceder 70 puestos en la parrilla de salida antes de la carrera, tras cambiar numerosas partes del monoplaza.

El 16 de mayo de 2013 se anunció el regreso de Honda como suministrador de motores de McLaren a partir de 2015. Así, se volvió a ver uno de los binomios más exitosos de la historia de este deporte. El 11 de diciembre se confirmó a Alonso y Button como oficiales de McLaren en 2015, dejando a Kevin Magnussen el papel de probador.
En la pretemporada, Alonso sufrió un accidente y le fue recomendado reposo, por lo que no pudo estar en el GP de Australia, y el equipo recurrió a Kevin Magnussen para la carrera inicial. Después, en Malasia, Alonso ya pudo volver a correr. El equipo comenzó la temporada con graves problemas de fiabilidad, así como de falta de potencia de sus propulsores, y no pudo puntuar hasta la sexta carrera, el GP de Mónaco. Eso se traduce en el peor inicio de la historia del equipo. En Hungría, ambos McLaren lograron puntuar por primera vez en el 2015, destacando el quinto puesto de Fernando Alonso, que a la postre sería el mejor resultado del año para el equipo. Pero esto no fue sino un oasis en el desierto, ya que más tarde, en circuitos opuestos como el de Bélgica e Italia, donde la potencia de motor es clave, el cual era el problema más grande del motor Honda, ninguno de sus dos pilotos logró puntuar. En Singapur, el equipo estrenó novedades, además de ser un circuito más favorable para el monoplaza, pero problemas con la caja de cambios obligaron a ambos pilotos a abandonar cuando optaban a puntos.[cita requerida] McLaren volvió a puntuar en el GP de Rusia, donde Jenson Button fue 9.º, y en una caótica prueba en Austin, donde el piloto inglés terminó 6.º. La escudería concluyó la peor temporada de su historia con 27 puntos en su casillero y el 9.º lugar del campeonato.

#### 2016: Levanta cabeza
El invierno se mostró muy atareado en el seno de McLaren, las decepciones de la temporada anterior seguían en la retina y las imágenes dadas por el equipo eran decepcionantes, igual que el año anterior. Tras unos tests donde demostraron que parecían ser muchos más competitivos que el año anterior, llegaron al GP de Australia con muchas esperanzas. Las buenas sensaciones se confirmaron cuando los McLaren logran acabar en duodécima y decimotercera posición en clasificación. Sin embargo, en carrera, un brutal accidente de Fernando Alonso y una mala estrategia con Button hicieron que no pudieran demostrar el verdadero potencial.[cita requerida] En el Gran Premio de Baréin Stoffel Vandoorne sustituyó al bicampeón del mundo, tras el accidente en Australia, McLaren consiguió su primer punto gracias al 10.º puesto del piloto reserva de McLaren, el piloto inglés tuvo que abandonar por problemas mecánicos.[cita requerida] Dos grandes premios después, en el Gran Premio de Rusia Alonso consiguió terminar la carrera en 6.ª posición, y su compañero Jenson Button terminó en 10.º, lo que hizo que el equipo, por primera vez en la temporada, consiguiera puntuar con los dos coches. Más tarde, en el GP de Mónaco, Fernando Alonso consigue la quinta plaza de la carrera y Jenson Button la novena, siendo la primera vez que McLaren mete los dos coches en los puntos dos veces en una misma temporada desde que montan motores Honda. Finalmente, McLaren terminó sexto en el campeonato de Constructores con 76 puntos.

#### 2017: Último año con Honda
En un año de novedades técnicas, Honda trató de innovar, pero le salió mal y consiguieron un coche poco competitivo y muy poco fiable. Stoffel Vandoorne sustituyó a Button como nuevo compañero de equipo de Alonso. En Australia, el español abandonó a 5 vueltas del final por rotura de la transmisión, mientras que Stoffel Vandoorne finaliza 13.º y último. Después, en China, ambos pilotos deben abandonar, en Baréin, Vandoorne no inicia por problemas en la bomba de gasolina y Alonso abandona a 2 vueltas del final debido a un problema de motor, en Rusia, Alonso sufre el mismo problema, pero termina por no iniciar, en España, Vandoorne fue sancionado por un toque con Felipe Massa y Alonso se beneficia del abandono de Bottas para acabar 12.º, en Mónaco, Button regresa sustituyendo a Alonso (compitió en las 500 Millas de Indianápolis) pero se toca con Pascal Wehrlein y acaba con su carrera, Vandoorne también abandona debido a que Pérez le bloqueo. En gran parte del año, el equipo sufrió problemas con el motor, en Bélgica, el equipo recibe una tremenda penalización con respecto a fiabilidad, Vandoorne debió retroceder 65 posiciones por regresar a la especificación anterior del motor, a partir de los últimos grandes premios, McLaren tuvo una competitividad mayor, en México, Alonso consideró el coche competitivo por los puntos, Alonso terminaría 10.º y Vandoorne 12.º, en Brasil, Alonso acabó 8.º considerando la carrera como la mejor de su vida, pero al inicio Vandoorne fue tocado por Magnussen y Ricciardo, teniendo doble suspensión rota, en Abu Dabi, Alonso dijo que sería difícil puntuar en Yas Marina, pero aprovechó los abandonos de Ricciardo y Sainz Jr. para acabar 9.º. Al final terminan el año 9.º por delante de Sauber y superando el número de puntos de 2015 por únicamente 3 puntos.

### Era McLaren-Renault

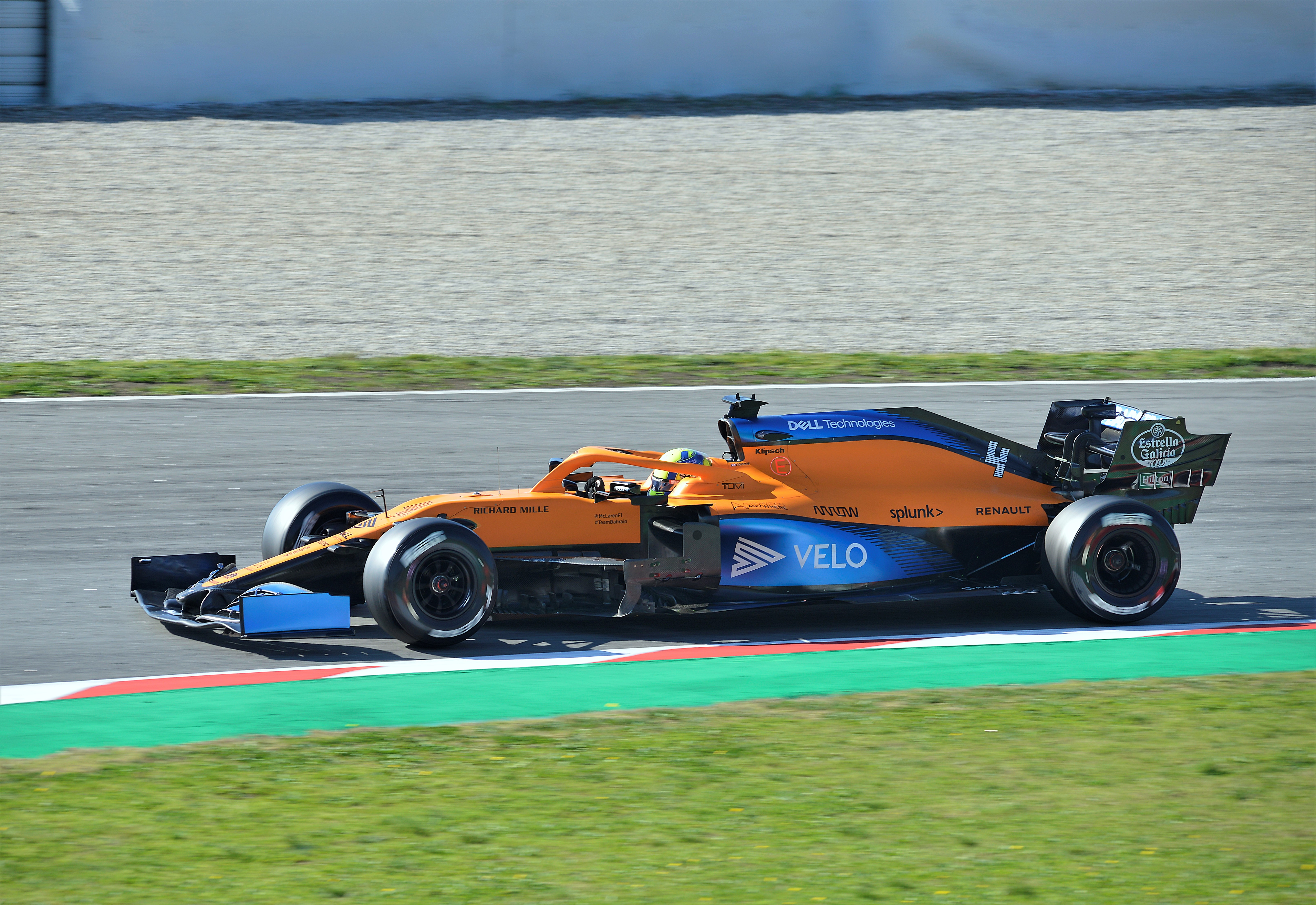
Lando Norris pilotando el MCL35 durante la pretemporada 2020.

Tras los malos resultados de Honda, McLaren llegó a un acuerdo con Renault para las tres próximas temporadas, dejando atrás los malos resultados cosechados con el motor nipón. También se confirmó que Stoffel Vandoorne continuaría en la escudería de Woking. En la primera carrera, Alonso queda 5.º tras remontar 5 posiciones, siendo beneficiado por los abandonos de los Haas y un coche de seguridad virtual, mientras que Vandoorne quedó 9.º. El equipo conseguiría puntuar en Baréin con Alonso en 7.º, y Vandoorne en 8.º. En China a pesar de no entrar en Q3 volverían a puntuar con Alonso 7.º y Vandoorne 13.º. En Azerbaiyán, a pesar de un comienzo accidentado, Alonso volvería a entrar en los puntos con una 7.º posición, así el equipo confirmaría un buen inicio de temporada entrando regularmente en los puntos. En el Gran Premio de España se llevaría el nuevo monoplaza (estaban usaban una especificación del año pasado por los problemas para adecuar el motor Renault con el monoplaza), así lograrían entrar por primera vez en la temporada en Q3 con Alonso 8.º y Vandoorne 11.º. En la carrera, Alonso permanecería en la misma posición en que comenzó, 8.º, y Vandoorne terminaría abandonando.
McLaren mejoró. Lando Norris y Carlos Sainz Jr. lideraron el proyecto con ayuda de los nuevos fichajes del equipo Andreas Seidl y James Key. Terminaron 4.º en el campeonato de constructores. Destaca la actuación de Carlos Sainz, quedando 6.º en el mundial de pilotos con 96 puntos y un podio en el Gran Premio de Brasil de parte de Carlos Sainz.
En el sábado del Gran Premio de Rusia, McLaren hizo oficial que a partir de 2021 volverá a ser suministrado por Mercedes tras tres años con Renault.
En 2020 continuaba con el binomio Sainz-Norris a bordo del MCL35.

### 2021: Regreso de McLaren-Mercedes y regreso a la victoria
McLaren sacó en mayo de 2020 un comunicado oficial en el que anunciaba el fichaje del piloto australiano Daniel Ricciardo para la temporada 2021, tras la marcha de Carlos Sainz a Ferrari. Además, McLaren será motorizado por Mercedes en 2021.
Empezaron la temporada de manera sólida, los dos pilotos acabaron en el top 10 en las primeras 4 carreras. El británico Lando Norris acabó en los puntos 10 veces, 3 de estas en el podio, y de manera consecutiva, desde el Gran Premio de Baréin hasta el Gran Premio de Gran Bretaña. Entre los grandes premios de Hungría, Bélgica y Holanda el equipo solo pudo llevarse 5 puntos, pero entonces llegó el Gran Premio de Italia. Una buena clasificación dejó a Ricciardo y Norris 2.º y 3.º respectivamente. Ricciardo tomó el liderato de la carrera nada más se apagaron las luces, y vueltas más tarde, los dos rivales del campeonato, Max Verstappen y Lewis Hamilton se chocaban y quedaban fuera de carrera. Esto dejaba la victoria en bandeja para Mclaren. El coche de seguridad se metió en boxes y en cuanto se reanudó la carrera, Norris adelantó a Charles Leclerc para colocarse segundo. Era un 1-2 para los de Woking. Supieron manejar la situación hasta la bandera a cuadros y esto le dio a McLaren su primera victoria desde el Gran Premio de Brasil de 2012 y su primer 1-2 desde el Gran Premio de Canadá de 2010. Además, era la primera victoria de Ricciardo con McLaren y su más reciente desde el Gran Premio de Mónaco de 2018. En el Gran Premio de Rusia, Norris lideraba la carrera, hasta que la lluvia llegó en las últimas vueltas y el británico perdió las opciones de victoria a favor de su compatriota Lewis Hamilton. Ricciardo terminó cuarto y Norris séptimo, saliendo desde la pole. La escudería terminaría la temporada con un quinto puesto en Constructores, cosechando 275 puntos.

### 2022: Duelo con Alpine
El equipo tendría un desastroso comienzo en Baréin, con sus pilotos finalizando en 14° y 15° posición. En Australia, vuelven a la carga en el campeonato con doble puntuación de Norris y Ricciardo, terminando en quinto y sexto lugar respectivamente. Norris lograría un meritorio tercer puesto en Imola. A pesar de esto, los puntos no alcanzan para mantener el cuarto puesto en el Campeonato de Constructores, siendo superados por Alpine en el GP de Francia, finalizando nuevamente quinto con 159 puntos.

### 2023: Fichaje de Oscar Piastri
Para 2023, McLaren anunció que Ricciardo no renovará su contrato y se marchará del equipo al finalizar la temporada 2022. El 2 de septiembre de 2022, fue confirmado el fichaje del campeón de la Fórmula 2 2021, Oscar Piastri, convirtiéndose en el nuevo compañero de Norris.El año iría de menos a más para la escudería de Woking, ya que los dos pilotos no pudieron puntuar ni en el Gran Premio de Baréin ni en el de Arabia Saudita debido al pésimo rendimiento del monoplaza, recién en el Gran Premio de Australia ambos pilotos pudieron sumar puntos. El MCL60 se encontraría en un ritmo irregular hasta el Gran Premio de Austria, cuando introdujeron un paquete de mejoras que daría un salto en el rendimiento del McLaren que le daría un 4.º de Norris en este mismo circuito. El propio Norris dejaría claro el gran salto de calidad que daría McLaren a mitad de temporada con dos 2.º en los Grandes Premios de Gran Bretaña y Hungría, mientras que Piastri finalizaría 4.º y 5.º en esas respectivas carreras.A pesar de que entre Bélgica y Italia a penas duras pudieron sumar puntos, sellarían cuatro podios consecutivos, metiendo ambos pilotos entre los tres mejores en Japón y Catar, logrando el último podio en São Paulo con un 2.º de Norris. McLaren finalizaría en el cuarto puesto de Constructores, superando a su rival directo Aston Martin, con 302 puntos.

### 2024: Regreso al título de constructores

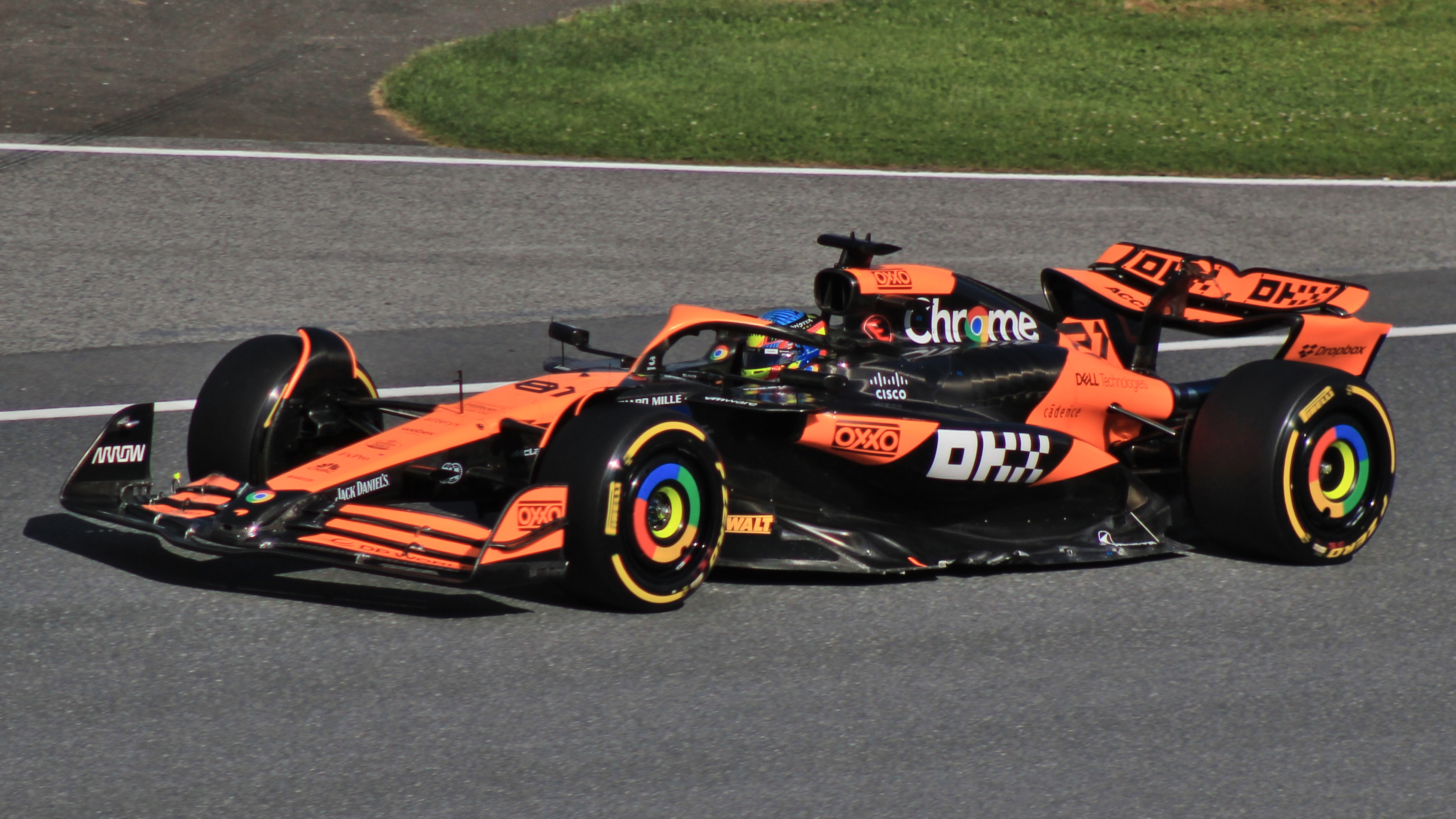
El McLaren MCL38 al mando del piloto australiano Oscar Piastri, en donde la escudería volvería a consagrarse en el Campeonato de Constructores después de 26 años.

En 2024, McLaren logró su primer Campeonato de Constructores desde 1998, rompiendo una sequía de 26 años. El equipo, con Lando Norris y Oscar Piastri al volante del MCL38, mostró una notable mejora en rendimiento. Norris obtuvo cuatro victorias, incluyendo la primera de su carrera profesional en Miami y la última de la temporada en Abu Dhabi, y Piastri consiguió su primera victoria en Hungría, después de un tenso encuentro verbal entre el equipo de box y Lando tras un error estratégico del equipo, lo que produjo que Lando le cediera la victoria en las últimas vueltas a Oscar. Ambos pilotos sumaron un total de 21 podios durante la temporada. Norris finalizó segundo en el Campeonato de Pilotos y con la sensación de que el siguiente año iba a ser el candidato principal al título mientras que Piastri ocupó el cuarto lugar. El MCL38 fue considerado uno de los monoplazas más competitivos del año, destacando por su fiabilidad y velocidad en diversas condiciones. Además, Piastri completó el 100% de las vueltas de la temporada, un logro poco común en la Fórmula 1. 

### 2025: Dominio inicial y rivalidad interna
La temporada 2025 comenzó con McLaren consolidando su posición como líder en la parrilla. Oscar Piastri y Lando Norris se repartieron las victorias en las primeras carreras, con Piastri ganando en China, Baréin, Arabia, Miami y España, mientras un Norris un poco menos lucido ha triunfando en Australia y en Mónaco tras una vuelta de clasificación asombrosa. Sin embargo, la competencia interna entre ambos pilotos ha generado tensiones, especialmente tras incidentes como el adelantamiento de Norris a Piastri en Ímola, que casi termina en colisión, o su colisión en Canadá tras una batalla rueda a rueda que acabó con Lando fuera de la carrera y Oscar terminando en una amarga cuarta posición  Esta situación ha sido aprovechada por Red Bull, con Max Verstappen acercándose peligrosamente en la clasificación de pilotos. Actualmente, Piastri lidera con 198 puntos, seguido por Norris con 176 y Verstappen con 155.

## Otras competencias

### Can-Am

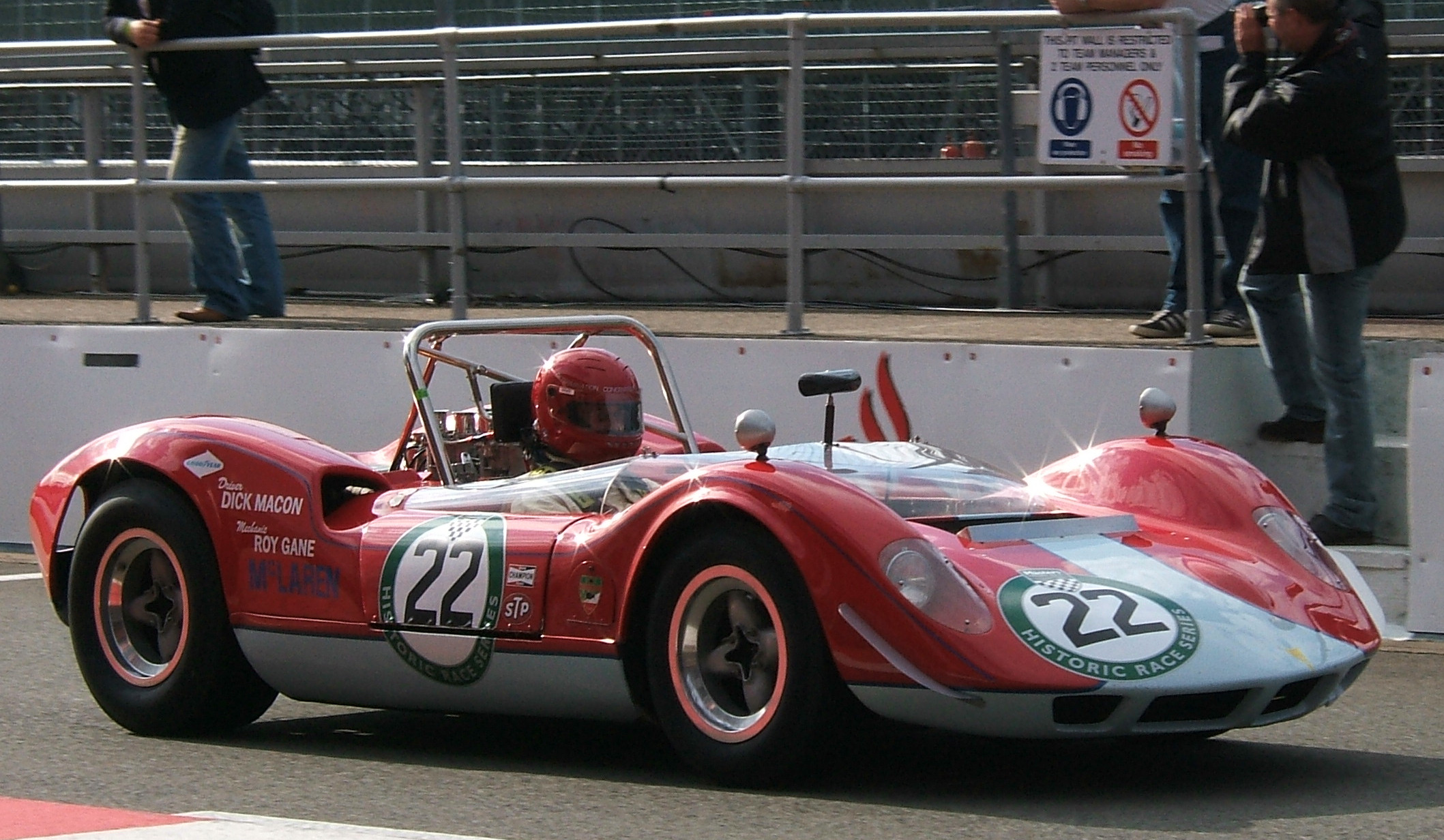
El McLaren M1A de 1964 fue el primer automóvil diseñado por el equipo. La versión "B" compitió en la temporada de 1966 de Can-Am.

El primer automóvil de carreras de McLaren fue el M1 de Grupo 7, con un motor Chevrolet de bloque pequeño en un chasis modificado de Elva. El automóvil corrió en América del Norte y Europa en 1963 y 1964 en varios eventos del United States Road Racing Championship. Para la categoría de Can-Am, McLaren creó el M3, que Bruce y Chris Amon condujeron. Con este, ellos lideraron dos carreras, pero no lograron ninguna victoria. Al año siguiente, Robin Herd diseño el M6A, impulsado por el motor Chevrolet V8, demorándose con el programa de Fórmula 1, lo que permitió al equipo gastar recursos adicionales en el desarrollo del automóvil de Can-Am, que, además, fue el primero en ser pintado de color naranja. Con Denny Hulme asociándose a Bruce, ganaron cinco de seis carreras y este último el campeonato, marcando el modelo para los próximos cuatro años.
En la temporada 1968, usaron un nuevo automóvil, el M8, para ganar cuatro carreras de seis, pero esta vez Hulme ganó el campeonato. En 1969, McLaren dominó con el M8B logrando once victorias de once, Hulme ganó cinco y Bruce ganó seis, además del torneo. Desde 1969 en adelante, el McLaren M12, una variante del M8, fue usado por varios entrantes, incluyendo una versión modificada por Jim Hall. El éxito de McLaren en Can-Am trajo consigo recompensas financieras, tanto de premios como de dinero por vender los automóviles a otros equipos, que ayudaron a respaldar al equipo y a financiar el programa de Fórmula 1 naciente.
Cuando Bruce perdió la vida probando el automóvil M8D, de la temporada 1970, fue reemplazado por Dan Gurney, y luego por Peter Gethin, que consiguieron dos y una victoria respectivamente, mientras Hulme ganaba seis para lograr el campeonato. Entre los equipos privados compitiendo en la temporada, se incluyeron viejos M3B, como también M12, una versión del M8B. En 1971, el equipo compitió contra el campeón de la temporada 1969 de Fórmula 1, Jackie Stewart en un Lola T260. El equipo McLaren ganó ocho carreras, con Peter Revson logrando el campeonato. Hulme, además, ganó tres carreras en 1972, pero el McLaren M20 fue vencido por el Porsche 917/10 de Mark Donohue y George Follmer. Ante encontrarse a los mayores recursos de Porsche, McLaren decidió abandonar la categoría al final de 1972 y centrarse únicamente en las carreras con monoplazas. Cuando la serie de Can-Am terminó en 1974, McLaren fue el constructor más exitoso, contando con 43 victorias.

### 500 Millas de Indianápolis

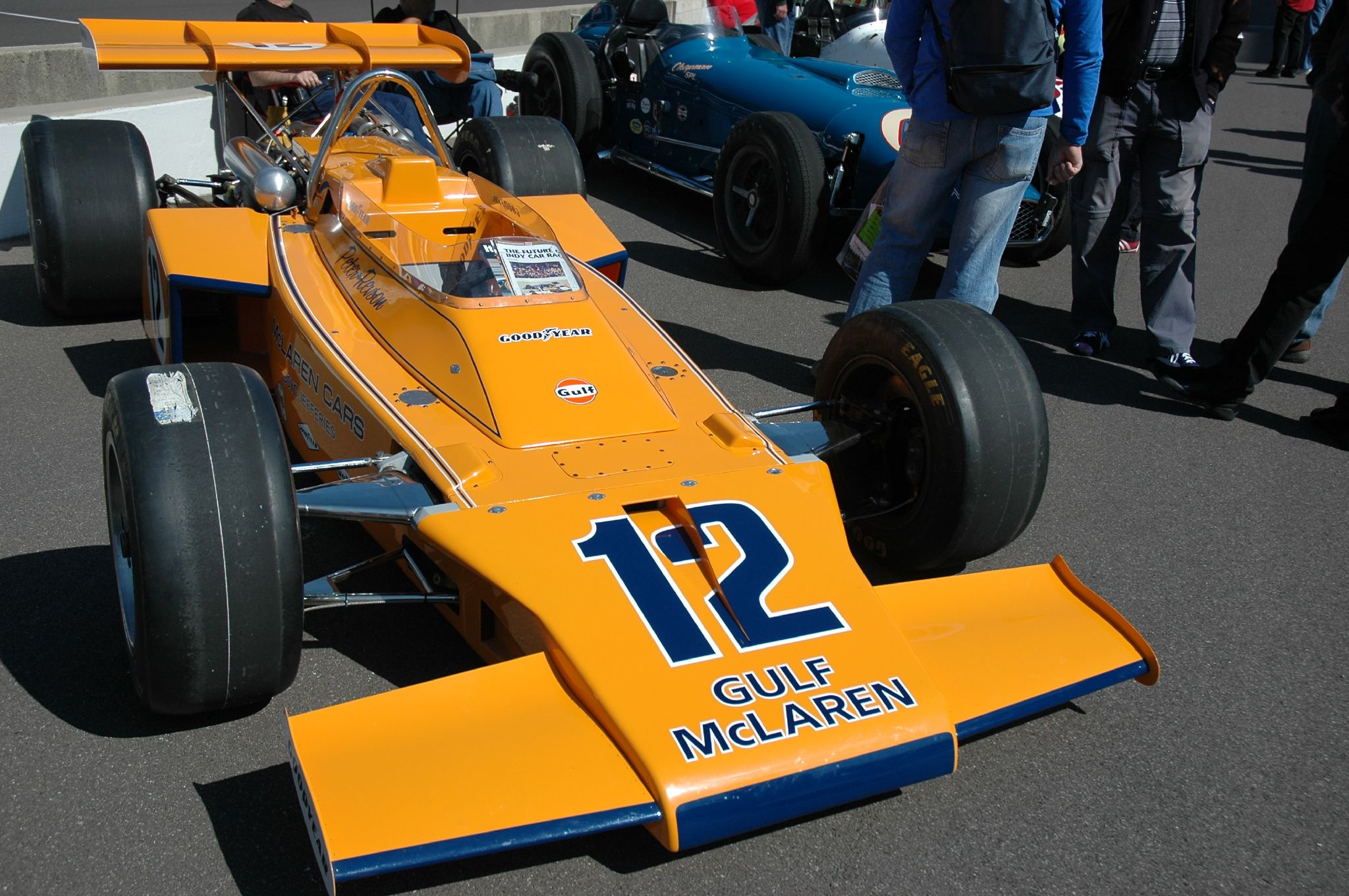
El McLaren M16C fue conducido por Peter Revson en las 500 Millas de Indianápolis de 1972.

La primera edición de las 500 Millas de Indianápolis que disputó el equipo fue la edición de 1970, del Campeonato Nacional del USAC, gracias a Goodyear, proveedor de neumáticos del equipo, que quería romper el dominio de los neumáticos Firestone en el evento. Bruce, Chris Amon y Denny Hulme se inscribieron con el monoplaza M15, pero luego de que Amon se retirara y de que Hulme sufriera quemaduras en sus manos luego de un incidente en una práctica, sus lugares en la carrera fueron tomados por Peter Revson y Carl Williams. Este último pudo completar la carrera para terminar en séptima posición. El equipo también participó en algunas de las carreras más prestigiosas del campeonato de USAC ese año, como lo harían también los en los posteriores años. Para 1971, tuvieron un nuevo vehículo, el M16, con Mark Donohue afirmando que había «...anticuado a los demás monoplazas en la pista...». En ese año, Revson clasificó en pole position y finalizó en segunda posición en la carrera. En 1972, Donohue ganó en el M16B del equipo privado Team Penske.
En la edición de 1973, Johnny Rutherford se unió al equipo; clasificó en pole, pero finalizó noveno. Revson no finalizó en la carrera debido a un choque. McLaren logró su primera victoria en las 500 millas en la edición de 1974, con Rutherford. El piloto finalizaría segundo en el año siguiente y volvería a ganar en 1976. Desarrollos en el M16 se utilizaron durante ese período hasta que se introdujo el nuevo automóvil M24 en 1977. El equipo no logró reproducir su éxito en 1977, 1978 o 1979, y aunque lograron vencer en otras carreras del campeonato, a finales de 1979 decidieron poner fin a su participación.

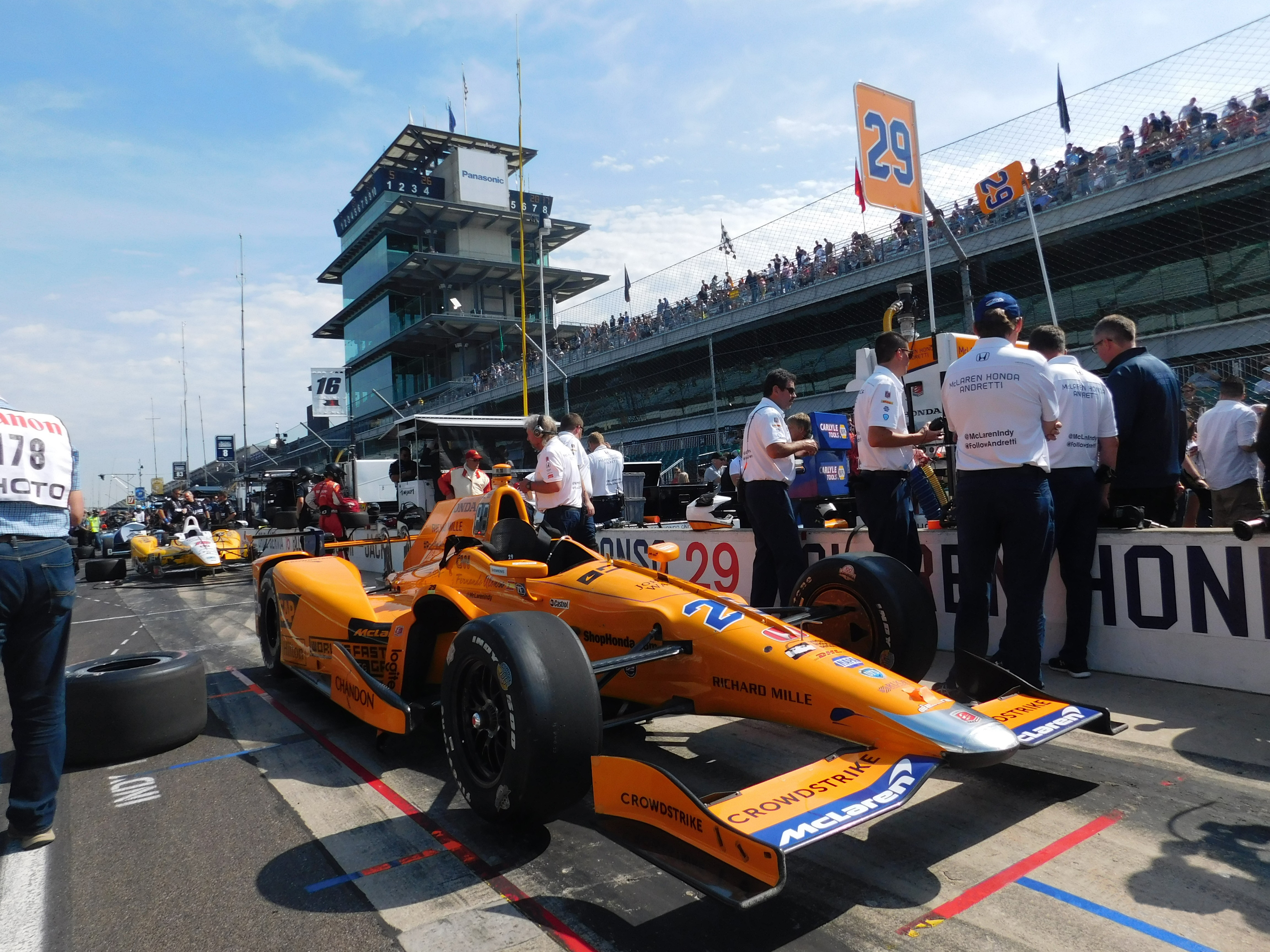
El monoplaza de McLaren en las 500 Millas de Indianápolis de 2017, que fue conducido por Fernando Alonso.

En abril de 2017, McLaren reveló que iba a participar en las 500 Millas de Indianápolis de 2017 con su entonces piloto de Fórmula 1, Fernando Alonso, en un vehículo de Andretti Autosport e impulsado por un motor Honda. En la clasificación, Alonso se aseguró la segunda fila, colocándose en la quinta posición. Durante la carrera, Alonso lideró por 27 vueltas en su primera aparición en Indianápolis. Cuando faltaban 21 vueltas, Alonso estaba en séptima posición, pero su motor Honda sufrió fallas. Terminando así 24.º en la clasificación de la carrera.
Tras no participar en 2018, el equipo anunció a final de ese año que iban a participar en la edición 2019 de las 500 millas de Indianápolis, con Alonso nuevamente al volante, pero esta vez utilizando motor Chevrolet. Tras finalizar en la zona de repesca de la última fila en el primer día de clasificación, finalmente Alonso no logró clasificar para disputar la carrera.

### Grupo C
Si bien McLaren oficialmente nunca participó de ninguna competición en las que haya disputado con automóviles del Grupo C, Peter Hoffman y su equipo privado Peter Hoffman Racing construyó su propio auto de Grupo C utilizando un chasis ex Can-Am del McLaren M8F, originalmente construido por Trojan. Dicho vehículo único se llamó McLaren C8, aunque también a veces se lo denominó Chevrolet McLaren C debido a que seguía usando su motor original, un motor Chevrolet V8 de bloque grande de 496 pulgadas cúbicas (8.128 centímetros cúbicos). Además, tenía la carrocería de un Lotec M1C.
Peter Hoffman compitió con este auto en el DRM y en la Interserie.

### Años recientes
En 2020, se asoció con Schmidt Peterson Motorsports para crear el equipo Arrow McLaren de IndyCar Series. En 2022 ingresó al campeonato de off-road Extreme E y en 2023 debutó en el Campeonato Mundial de Fórmula E. Además, la escudería ingresará al Campeonato Mundial de Resistencia en 2027 en la categoría Hypercar.

## Coloración a lo largo de la historia

### Los inicios: monoplazas naranjas

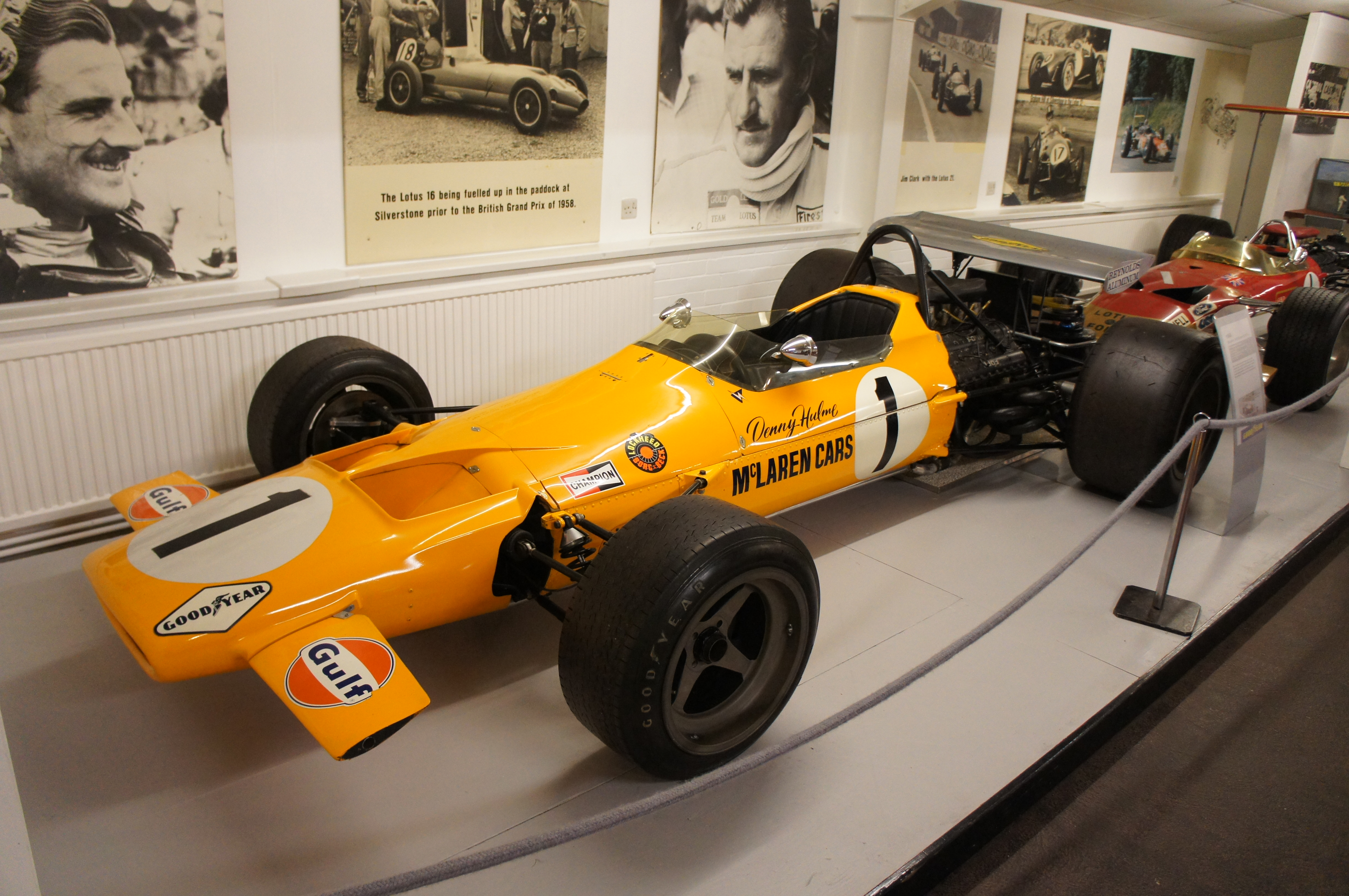
McLaren M7A, color naranja mandarina.

Históricamente, el color con el que se asocia a la escudería de Bruce McLaren, es el naranja mandarina, presentado por primera vez en el año 1966, al ser mostrado sobre el prototipo McLaren M6A diseñado para competencias de la categoría Can-Am. Este color luego se pasaría a los coches de Fórmula 1, aunque sería corto el lapso que el mismo se mantendría como distintivo.
Originalmente, el primer prototipo desarrollado por Bruce McLaren fue pintado con un color rojo en su parte superior y plateado en la inferior. El coche fue denominado como McLaren M1A y fue desarrollado para competencias en la categoría Can-Am y compitió en diversas carreras desarrolladas en América y Europa, entre 1963 y 1964. El vehículo, era un prototipo diseñado sobre la base de un chasis Elva modificado para la división Grupo 7 y estaba equipado con una planta impulsora V8 marca Chevrolet de block pequeño.

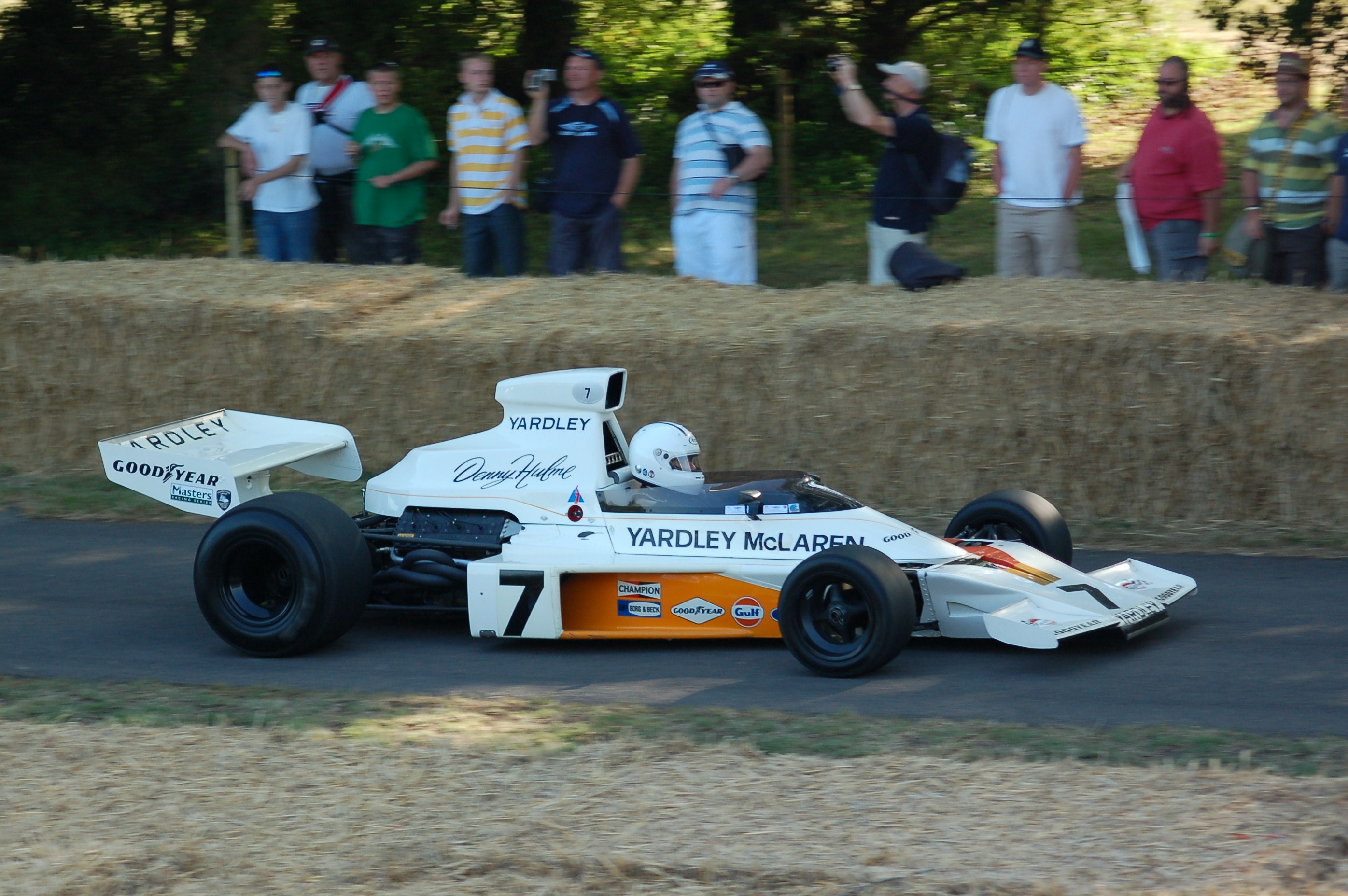
McLaren M23 blanco con vivos en naranja.

En 1966 decidió aventurarse por primera vez en el mundo de la Fórmula 1, desarrollando junto a Robin Herd, su primera unidad para dicha categoría. El coche se presentó pintado totalmente de blanco, con una delgada franja color verde oscura (color distintivo en esos años de los vehículos representantes de Inglaterra), que partía desde la parte superior de la trompa, bajando por el centro de la misma y llegando hasta la boca de entrada de aire, donde terminaba rebordeando la misma. El prototipo fue presentado como McLaren M2B y para su motorización, Bruce alternó entre un motor Ford de 3.0 litros, un Sereníssima V8 y finalmente, un BRM V12, en el año 1967.
En 1966 fue presentado al público el McLaren M6A, el cual fue el primer vehículo en utilizar el característico naranja mandarina que Bruce terminara de tomar como color distintivo para su marca. Este vehículo, diseñado para competencias de Can-Am, mantenía la misma motorización que su predecesor, el M1A, a la vez de significar el comienzo de la era de los "bólidos naranja".
En 1968 fue la primera vez que McLaren pudo utilizar el naranja en sus coches de Fórmula 1. Lo hizo sobre un prototipo M5B, siendo este reemplazado más tarde por el M7A, modelo equipado con motor Ford Cosworth que le diera a Bruce su primera victoria en el Gran Premio de Bélgica 1968. A partir de allí, los coches comenzarían a ser decorados con su característico color naranja mandarina.

### Blanco predominante sobre el naranja
Tras la muerte de Bruce McLaren, la administración del equipo fue asumida por Teddy Mayer, quien tomó las riendas del equipo tratando de que el barco no naufrague. Por tal motivo, para poder solventar gastos, recibiría el apoyo publicitario de la firma de cosmética Yardley, quien apoyó financieramente al equipo entre 1972 y 1973. La llegada de este patrocinante supuso un nuevo cambio en la decoración de las unidades, ya que los coches pasaban a distinguirse por ser mayoritariamente blancos, con algunas partes conservando el naranja distintivo de la escudería.

### Cambio al blanco y rojo

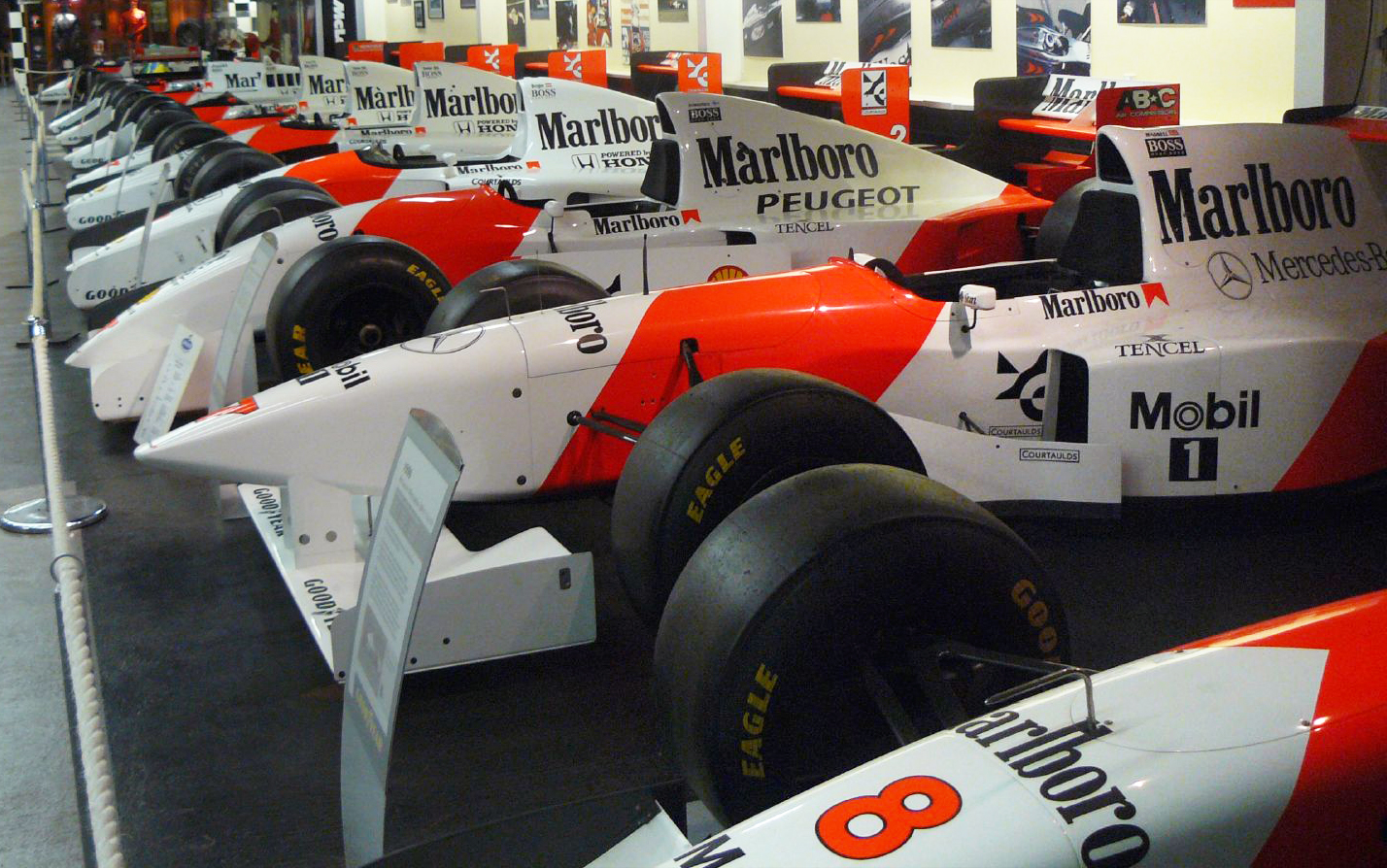
Unidades McLaren exhibidas en el Museo de Donington, con los colores de la marca Marlboro.

Con la llegada del exitosísimo modelo M23, McLaren también cerraría en 1974 un tratado que le rendiría buenos dividendos en materia económica, que terminarían por convertirla en una de las escuadras más poderosas de la Fórmula 1. A partir de ese año, la firma tabacalera Philip Morris alcanzaría un acuerdo con la escuadra inglesa, con el fin de patrocinar al equipo con su marca de cigarrillos Marlboro. De esta forma, la escudería pasó a vestir los colores que quizá más la hayan caracterizado en el ambiente de la Fórmula 1, al tomar los colores y diseños de los logotipos de Marlboro. En su primer año con este patrocinio y estos colores, también llegaría el primer campeonato del mundo, de la mano de Emerson Fittipaldi, al comando del M23 con motorización Ford Cosworth.
Esta combinación de colores se mantendría a lo largo de 23 años, siendo a su vez la combinación que marcaría la etapa más exitosa de esta escudería, lo que por ende terminaría de colocar al rojo y blanco como la combinación más reconocida de la historia de McLaren, incluso por encima del naranja fundacional. Estos colores terminarían por dejar de usarse luego del mundial de 1996, cuando tras finalizar el contrato entre McLaren y Philip Morris y rubricar un acuerdo más amplio con el productor alemán de motores Mercedes-Benz (con el que ya venía trabajando en 1995), la escudería adoptó los colores plateado y negro (a su vez, colores históricos de Mercedes-Benz en su paso por la Fórmula 1 y el automovilismo mundial en general). El período de la alianza McLaren-Philip Morris, es recordado por haberse obtenido, durante su transcurso, la mayor parte de los títulos de McLaren en Fórmula 1, siendo sus campeones los pilotos Emerson Fittipaldi (1974), James Hunt (1976), Niki Lauda (1984), Alain Prost (1985, 1986, 1989) y Ayrton Senna (1988, 1990, 1991)

### Paso al gris metalizado

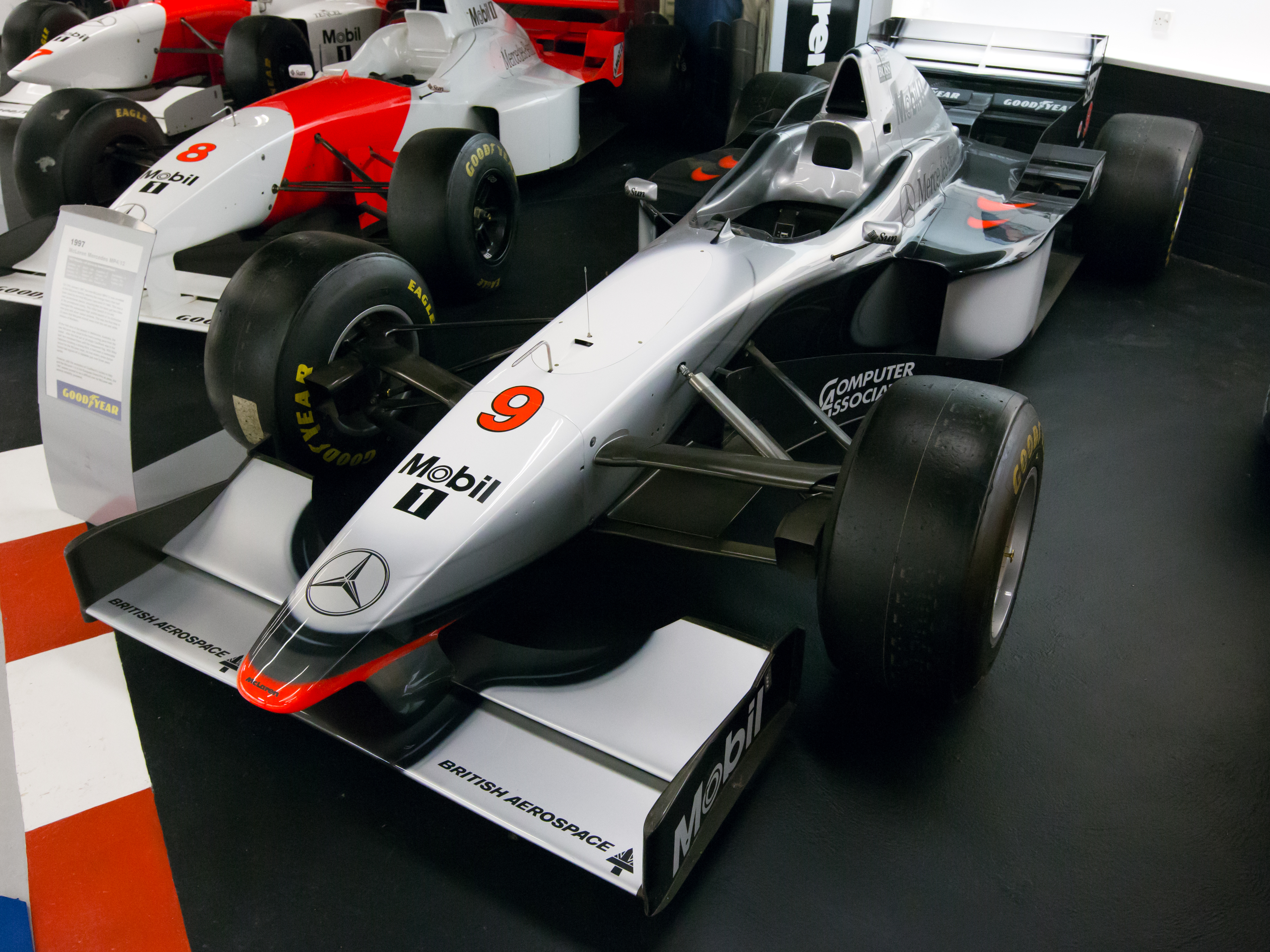
McLaren MP4/12, color plata y negro.

Con la llegada de Mercedes-Benz como suministrador de motores, y especialmente de la tabacalera West como patrocinador, los monoplazas británicos sufrieron un importante cambio de imagen, pasando a utilizar colores grises. Con el paso de los años, se reemplazó el color gris por una tonalidad "cromo", asemejándose con las históricas flechas de plata de Mercedes.
Debido a las restricciones cada vez más severas en la Unión Europea con respecto a la publicidad del tabaco, McLaren terminó su relación con West antes de terminar la temporada 2005, aun así, los colores gris y negro permanecieron intactos. La única diferencia fue el uso de los nombres de los pilotos en donde solía estar dicho patrocinador principal, inicialmente utilizados como método para eludir dichas regulaciones, pero a partir del Gran Premio de Hungría de 2005 se empezaron a utilizar como una forma temporal de cubrir ese hueco que West dejó hasta que consiguieran otro patrocinador a tiempo para la temporada siguiente. Utilizando «Kimi» para Raikkonen y «Juan Pablo» para Montoya.
En 2006 McLaren decide cambiar el negro por el rojo, manteniendo el gris cromo que los asemejaba a las históricas flechas de plata. McLaren fue patrocinado por Johnnie Walker en 2006, pero solo duró ese año. Ese mismo año además de lucir los logotipos de Diageo, distribuidor inglés de bebidas alcohólicas, entre las que se encuentra dicho el whisky escocés, además en el Gran Premio de Baréin de 2006 dichos logotipos anteriormente mencionados fueron reemplazados por el eslogan del whisky, "Keep Walking", esto se debe a la Ley Sharia, la ley sagrada impuesta por el Islam que entre sus múltiples leyes se encuentra la prohibición absoluta del alcohol, aunque Baréin no sigue esta ley al pie de la letra, solo prohibiendo su patrocinio, ya que el consumo del mismo sí está permitido. A partir de 2007 el equipo con sede en Woking mantendría una relación mucho más sólida con un patrocinador, ya que serían patrocinados por la compañía británica de telecomunicaciones Vodafone. En los últimos años conservó ese diseño, aunque a partir de 2010 había regresado Mercedes-Benz a la Fórmula 1 con sus característicos bólidos plateados. Para la temporada 2014, se volvió a especular con un retorno del mítico color naranja a los coches de McLaren, tal como había ocurrido en 2006. En 2015, producto de la asociación con Honda, en McLaren se decidió cambiar la decoración del MP4-30. Según las primeras especulaciones, el cambio sería la sustitución del plateado por el blanco debido a la nueva alianza con Honda, aunque finalmente se pasó al color negro.
Esta etapa de modelos de color metalizado, significó también una época de buenos resultados para la escudería McLaren y su asociación con la alemana Mercedes. En esta época, el equipo mostraría un formidable repunte, luego del duro relegamiento que le significó la aparición del dueto Williams-Renault desde 1992 a 1997, con la escudería Benetton de por medio, quienes presentarían unidades equipadas con elementos de última generación, como ser la suspensión activa o el control de tracción. Tras este oscuro período, McLaren reverdecería sus laureles con la obtención de los campeonatos de 1998 y 1999 de la mano del finés Mika Häkkinen. Estos títulos, sumados a la constante fiabilidad mecánica de los motores Mercedes, volverían a colocar a McLaren como candidata indiscutible (más allá de la hegemonía de la Scuderia Ferrari entre 2000 y 2004), hasta la obtención de un nuevo título de campeón en el año 2008, de la mano del británico Lewis Hamilton.

### Aparición del negro y rojo

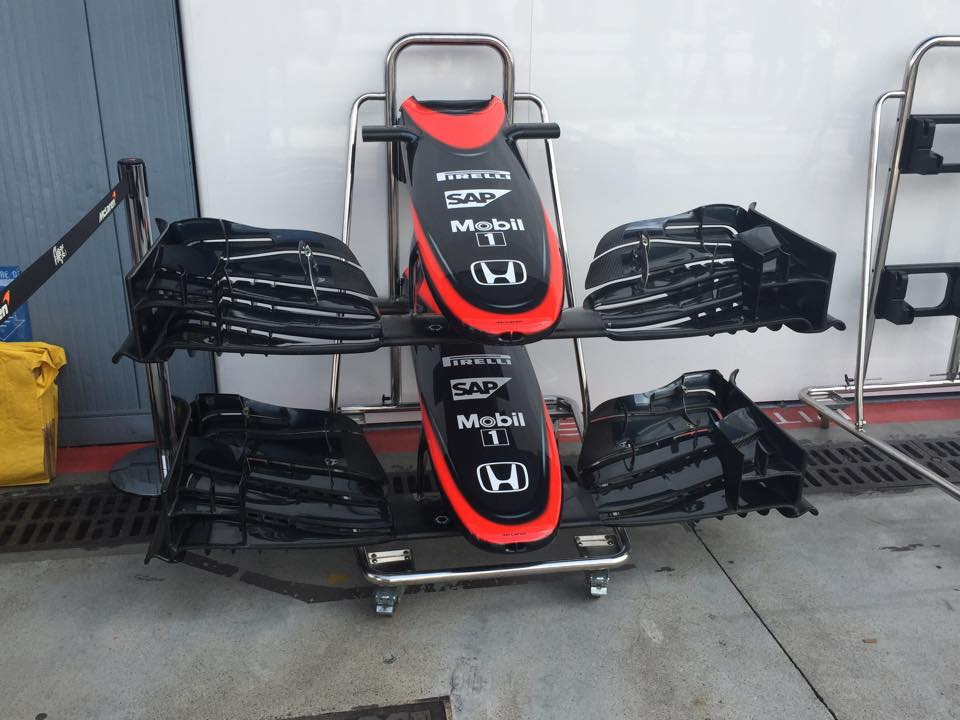
La asociación con Honda generó un cambio en la imagen y decoración del equipo.

Si bien en los ensayos de pretemporada y las primeras carreras del campeonato, el MP4-30 mantuvo el color cromo, desde Woking ya habían anunciado que esta no sería la decoración con la que afrontarían la temporada. Al final, y contrarios a los rumores que sugerían el retorno del naranja o el blanco y rojo a McLaren, el monoplaza de la marca británica fue redecorado con un predominante color negro, con detalles en rojo.
Según declaraciones de integrantes de McLaren, lo que se pretendió fue abandonar el color cromo para diferenciarse de los coches de Mercedes, aprovechando el nuevo vínculo con la marca japonesa para generar una nueva identidad, sin necesidad de aludir a decoraciones ya utilizadas y que son características de otras épocas.
A diferencia de sus épocas de bonanza junto a la tabacalera Philip Morris, en la cual el equipo supo equiparse con los impulsores Honda que lo llevaron al título de pilotos entre los años 1988 y 1991, la imagen del dueto McLaren-Honda versión siglo 21, distaría mucho de aquella exitosa alianza que implicó un fuerte dominio en la categoría por esos años. Múltiples abandonos, sumados a la poca fiabilidad competitiva del monoplaza, sembrarían dudas en cuanto a la continuidad del proyecto en conjunto entre la escudería inglesa y el proveedor japonés. Pero la peor consecuencia que tuvo esta seguidilla de malos resultados por parte de esta sociedad, fue la renuncia de Ron Dennis como presidente del equipo con sede en Woking, la cual marcó el final de un exitoso ciclo que había iniciado en el año 1980, con la incorporación de la firma Project 4, propiedad de Dennis, como accionista principal de la estructura. Según se supo, esta dimisión se vería forzada por el accionar de Mansour Ojjeh (CEO de la firma de relojes TAG) y representantes del Holding Bahrain Mumtalakat, quienes responsabilizaron a Dennis por la situación del equipo, además de acusarlo de un intento de toma del 100 % de las acciones de McLaren, a través de maniobras financieras poco claras.

### El retorno del naranja

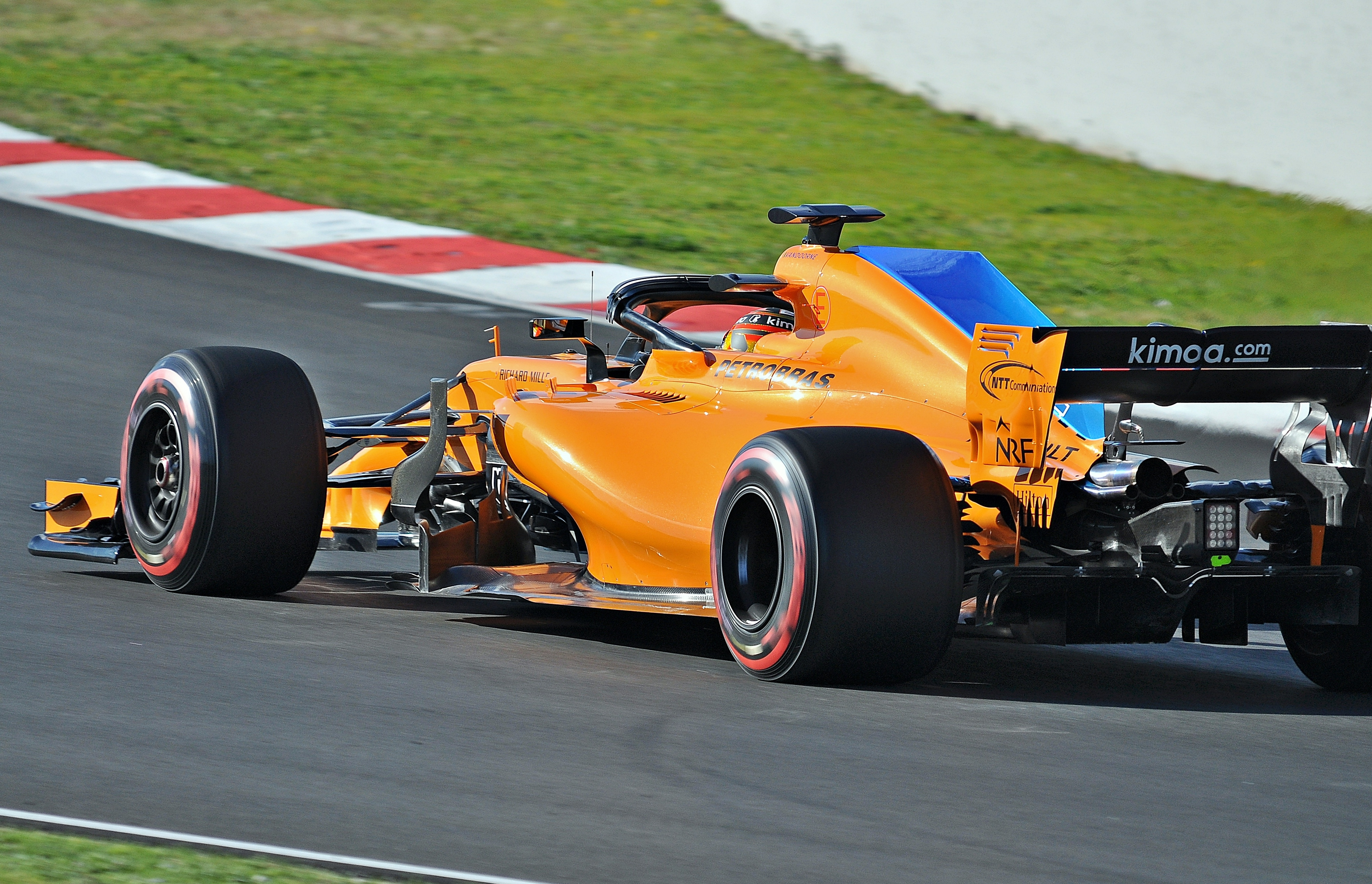
Los últimos monoplazas de McLaren han retornado al tradicional color naranja.

Luego de un 2016 cargado de malos resultados y tras varias especulaciones en cuanto a la continuidad o no de su alianza con el proveedor japonés Honda, McLaren reveló su nuevo monoplaza para la temporada 2017, con el cual también terminó de desterrar las dudas con respecto a su decoración, retomando el naranja fundacional como color principal. El nuevo McLaren MCL32, representó el retorno de la escudería británica a sus colores fundacionales, a la vez de ser también el primer monoplaza de la escudería (desde el McLaren M30 de 1980) en prescindir de la nomenclatura MP4 que fuera utilizada desde la toma de control de la escudería por parte de la firma Project 4. Este recambio en la nomenclatura del monoplaza, se sucedió luego de la salida de Ron Dennis (Titular de Project 4 y hasta ese entonces CEO de McLaren) del directorio de la escudería. La nueva decoración incluye la combinación del naranja predominante en la parte superior, con el color negro en la parte baja, teniendo al mismo tiempo una temática decorativa muy similar a la presentada por la Scuderia Ferrari en 2015.

## Patrocinio

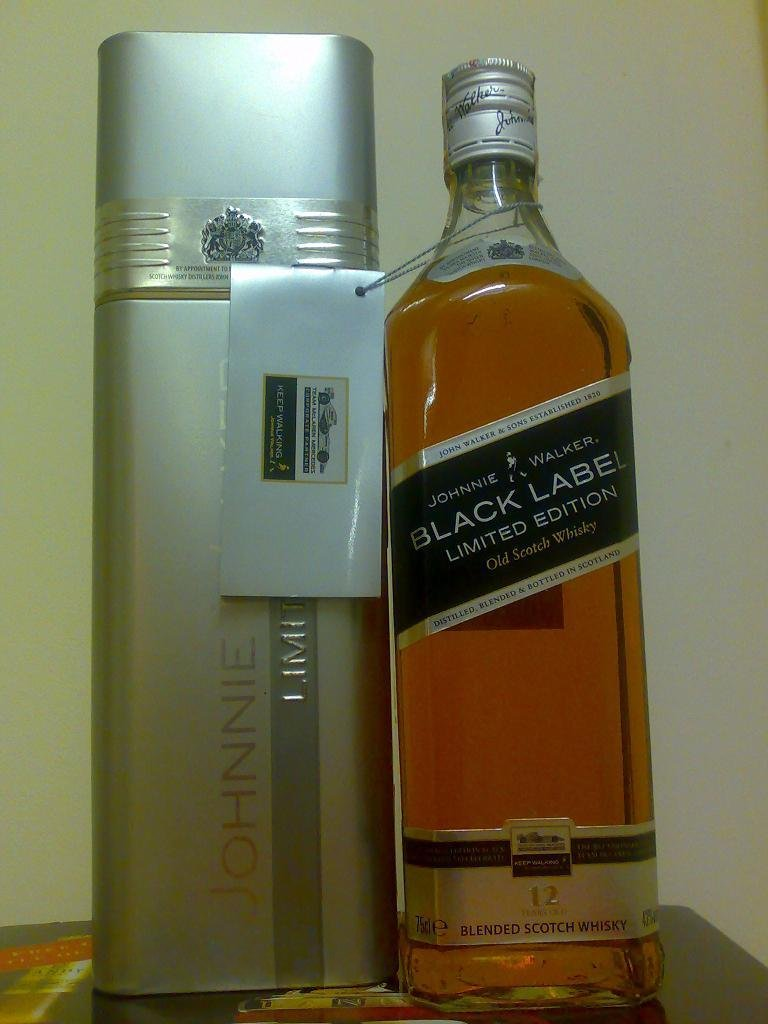
Johnnie Walker Black Label, la edición limitada de Old Scotch Whisky para el equipo McLaren Mercedes

Además de los anteriormente mencionados patrocinios de Marlboro, West, Johnnie Walker y Vodafone. Desde 2019, McLaren mantiene un vínculo con la British American Tobacco a través de su campaña A Better Tomorrow, el cual es similar a Mission Winnow de Philip Morris International, utilizado por la Scuderia Ferrari.
Originalmente, se tenía previsto que A Better Tomorrow colocara sus logotipos en los monoplazas de McLaren para el Gran Premio de Australia de 2019, pero tanto el mismo patrocinador, así como Mission Winnow (Ferrari) tenían prohibido exhibir sus calcomanías debido a que el Gobierno de Australia investigó seriamente la estrategia de las tabacaleras para regresar al deporte (inicialmente a través del parecido sospechoso entre los logotipos de Mission Winnow y Marlboro que el Gobierno de dicho país afirmó haber notado tras una investigación judicial). Por esta razón, McLaren decidió reemplazar los logotipos de A Better Tomorrow con los de 7-Eleven, una cadena estadounidense de tiendas de autoservicio.

## Estadísticas de pilotos
Datos actualizados hasta el Gran Premio de Abu Dabi 2024
| N.º | Piloto          | GGPP |
| --- | --------------- | ---- |
| 1   | David Coulthard | 150  |
| 2   | Lando Norris    | 139  |
| 3   | Jenson Button   | 137  |
| 4   | Mika Häkkinen   | 133  |
| 5   | Lewis Hamilton  | 110  |
| 6   | Alain Prost     | 109  |
| 7   | Ayrton Senna    | 96   |
| 8   | Fernando Alonso | 94   |
| 9   | Kimi Räikkönen  | 88   |
| 10  | Denny Hulme     | 86   |

| N.º | Piloto          | Victorias |
| --- | --------------- | --------- |
| 1   | Ayrton Senna    | 35        |
| 2   | Alain Prost     | 30        |
| 3   | Lewis Hamilton  | 21        |
| 4   | Mika Häkkinen   | 20        |
| 5   | David Coulthard | 12        |
| 6   | James Hunt      | 9         |
| 6   | Kimi Räikkönen  | 9         |
| 8   | Niki Lauda      | 8         |
| 8   | Jenson Button   | 8         |
| 10  | Oscar Piastri   | 7         |
| 11  | Lando Norris    | 7         |

| N.º | Piloto          | Podios |
| --- | --------------- | ------ |
| 1   | Alain Prost     | 89     |
| 2   | Ayrton Senna    | 55     |
| 3   | Mika Häkkinen   | 51     |
| 3   | David Coulthard | 51     |
| 5   | Lewis Hamilton  | 49     |
| 6   | Kimi Räikkönen  | 36     |
| 7   | Lando Norris    | 35     |
| 8   | Jenson Button   | 26     |
| 9   | Denny Hulme     | 21     |
| 10  | Oscar Piastri   | 19     |

- Negrita: Piloto en actividad, compitiendo actualmente para McLaren.

## Monoplazas

### Fórmula 1
La siguiente galería muestra los diferentes modelos utilizados por McLaren en Fórmula 1. En la misma, algunos modelos están representados genéricamente, ya que varios de ellos fueron reutilizados, y presentados como evoluciones de los modelos originales.
|                    |
| McLaren M2B (1966) |

|                    |
| McLaren M5A (1967) |

|                       |
| McLaren M7A (1968-69) |

|                    |
| McLaren M9A (1969) |

|                       |
| McLaren M14 (1970-71) |

|                       |
| McLaren M19 (1971-73) |

|                       |
| McLaren M23 (1974-76) |

|                       |
| McLaren M26 (1976-78) |

|                    |
| McLaren M28 (1979) |

|                    |
| McLaren M29 (1979) |

|                    |
| McLaren M30 (1980) |

|                         |
| McLaren MP4/1 (1981-83) |

|                         |
| McLaren MP4/2 (1984-86) |

|                      |
| McLaren MP4/3 (1987) |

|                      |
| McLaren MP4/4 (1988) |

|                         |
| McLaren MP4/5 (1989-90) |

|                      |
| McLaren MP4/6 (1991) |

|                       |
| McLaren MP4/7A (1992) |

|                      |
| McLaren MP4/8 (1993) |

|                      |
| McLaren MP4/9 (1994) |

|                       |
| McLaren MP4/10 (1995) |

|                       |
| McLaren MP4/11 (1996) |

|                       |
| McLaren MP4/12 (1997) |

|                       |
| McLaren MP4/13 (1998) |

|                       |
| McLaren MP4/14 (1999) |

|                       |
| McLaren MP4/15 (2000) |

|                       |
| McLaren MP4-16 (2001) |

|                          |
| McLaren MP4-17 (2002-03) |

|                       |
| McLaren MP4-19 (2004) |

|                       |
| McLaren MP4-20 (2005) |

|                       |
| McLaren MP4-21 (2006) |

|                       |
| McLaren MP4-22 (2007) |

|                       |
| McLaren MP4-23 (2008) |

|                       |
| McLaren MP4-24 (2009) |

|                       |
| McLaren MP4-25 (2010) |

|                       |
| McLaren MP4-26 (2011) |

|                       |
| McLaren MP4-27 (2012) |

|                       |
| McLaren MP4-28 (2013) |

|                       |
| McLaren MP4-29 (2014) |

|                       |
| McLaren MP4-30 (2015) |

|                       |
| McLaren MP4-31 (2016) |

|                      |
| McLaren MCL32 (2017) |

|                      |
| McLaren MCL33 (2018) |

|                      |
| McLaren MCL34 (2019) |

|                      |
| McLaren MCL35 (2020) |

|                       |
| McLaren MCL35M (2021) |

|                      |
| McLaren MCL36 (2022) |

|                      |
| McLaren MCL60 (2023) |

|                      |
| McLaren MCL38 (2024) |

|                      |
| McLaren MCL39 (2025) |

### Citas
1. 1 2  «2019 FIA Formula One World Championship Entry List». FIA (en inglés). Archivado desde el original el 1 de diciembre de 2018.
2. ↑  Puigdemont, Oriol (11 de julio de 2005). «El laboratorio secreto de las flechas plateadas». El País.  España. Archivado desde el original el 16 de mayo de 2020.
3. ↑  «James Key se marcha a McLaren como su nuevo director técnico a partir del 25 de marzo». Europa Press. 22 de febrero de 2019.
4. ↑  «Las 5 escuderías más ganadoras en la historia de la Fórmula 1». 12up.com. Archivado desde el original el 26 de enero de 2021. Consultado el 18 de noviembre de 2019.
5. ↑  «McLaren se adjudicó el G.P. de Bélgica» (PDF). Mundo Deportivo: 27. 10 de junio de 1968.
6. ↑  «Bruce McLaren víctima de un accidente en el circuito británico de Goodwood» (PDF). Mundo Deportivo: 23. 3 de junio de 1970.
7. ↑  Payá, Rafa (11 de diciembre de 2014). «McLaren-Honda, un binomio que asombró al mundo en la F-1». AS.
8. ↑  «"O Rei" Senna» (PDF). Mundo Deportivo: 40. 1 de noviembre de 1988.
9. ↑  Sorolla, José Antonio (7 de septiembre de 1989). «Alain Prost fichó por Ferrari». El País.
10. ↑  «¡Con ellos llegó el escándalo!» (PDF). Mundo Deportivo: 64. 22 de octubre de 1990.
11. ↑  «McLaren y Mercedes se unen» (PDF). Mundo Deportivo: 44. 27 de octubre de 1994.
12. ↑  «Hakkinen sustituye a Senna en McLaren» (PDF). Mundo Deportivo: 48. 11 de febrero de 1993.
13. ↑  Raymond Blancafort (3 de octubre de 1995). «Coulthard y McLaren unen sus destinos» (PDF). Mundo Deportivo: 33.
14. ↑  Raymond Blancafort (1 de noviembre de 1999). «Hakkinen, sin discusión» (PDF). Mundo Deportivo: 48.
15. ↑  Miquel, Carlos (13 de septiembre de 2001). «Hakkinen deja un hueco para Alonso». AS.
16. ↑  Serras, Manel (22 de marzo de 2004). «McLaren sigue en el limbo». El País.
17. ↑  «McLaren confirma su acuerdo con Montoya para 2005». El Mundo. 17 de noviembre de 2003.
18. ↑  «Mercedes-McLaren ficha a Fernando Alonso para la temporada 2007». El País. 19 de diciembre de 2005.
19. ↑  Miquel, Carlos (25 de noviembre de 2006). «Hamilton será el nuevo escudero de Alonso». AS.
20. ↑  Miquel, Carlos (17 de enero de 2007). «McLaren renace con Alonso y el MP4/22». AS.
21. ↑  «La FIA no sanciona a McLaren por el caso de espionaje a Ferrari». El País. 26 de julio de 2007.
22. ↑  Martí Font, José María (14 de septiembre de 2007). «McLaren carga con toda la condena». El País.
23. ↑  «Kimi Raikkonen se proclama campeón del mundo de Fórmula Uno». Reuters. 23 de octubre de 2007. Archivado desde el original el 6 de abril de 2020. Consultado el 6 de abril de 2020.
24. ↑  Canseco, Marco (2 de noviembre de 2007). «Fernando Alonso rompe su contrato con McLaren-Mercedes». Marca.
25. ↑  Miquel, Carlos (15 de diciembre de 2007). «Kovalainen será el compañero de Hamilton». AS.
26. ↑  Payá, Rafa (8 de enero de 2008). «McLaren desveló su arma contra Ferrari». AS.
27. ↑  Canseco, Marco (2 de noviembre de 2008). «Lewis Hamilton, campeón por 850 metros en un final agónico». Marca. Consultado el 2 de noviembre de 2008.
28. ↑  Payá, Rafa (19 de noviembre de 2009). «Button ficha por McLaren y Kimi se va a los rallys». AS.
29. ↑  Agencia EFE (16 de noviembre de 2009). «Mercedes seguirá proporcionando motores a McLaren». Superdeporte.
30. ↑  «Temporada 2010: El equipo Vodafone McLaren Mercedes». F1 al día. 28 de enero de 2011.
31. ↑  McLaren (28 de septiembre de 2012). «Vodafone McLaren Mercedes confirms multi-year deal with Sergio Perez» (en inglés).
32. ↑  Agencia EFE (28 de septiembre de 2012). «McLaren confirma el fichaje de Sergio Pérez». Superdeporte.
33. ↑  Grau, Pablo (19 de diciembre de 2012). «Análisis F1 2012: McLaren, oportunidad perdida». F1 al día.
34. ↑  «McLaren to launch 2013 car on January 31» (en inglés). Fórmula 1. 20 de diciembre de 2012. Archivado desde el original el 13 de abril de 2015.
35. ↑  Nieves, Manuel Andrés (13 de junio de 2013). «Estadísticas Canadá 2013: McLaren se queda sin puntos por primera vez desde 2009». F1 al día.
36. ↑  «El hundimiento de McLaren en 2013». Antena 3. 7 de julio de 2013.
37. ↑  Balseiro, Jesús (22 de agosto de 2013). «McLaren se encuentra al borde de una temporada negra». AS.
38. ↑  Grau, Pablo (2 de septiembre de 2013). «McLaren hace historia y celebra su 50.º aniversario en la F1». F1 al día.
39. ↑  Miquel, Carlos (13 de noviembre de 2013). «Checo Pérez anuncia su adiós de McLaren en su 'GP de casa'». COPE.
40. ↑  Agencia EFE (15 de noviembre de 2013). «El danés Magnussen correrá la próxima temporada en McLaren». Faro de Vigo.
41. ↑  Agencia EFE (24 de enero de 2014). «McLaren muestra el MP4-29 y otros equipos ya ruedan». Superdeporte.
42. ↑  Fàbrega, Albert (26 de julio de 2014). «McLaren: un nuevo ala para volver a volar». AS.
43. ↑  Agencia EFE (16 de mayo de 2013). «Honda vuelve a la F1 en 2015 con McLaren». Marca.
44. ↑  G. Lifona, Daniel (14 de noviembre de 2014). «McLaren-Honda, regresa la fórmula del éxito 22 años después». Marca.
45. ↑  «McLaren anuncia la llegada de Fernando Alonso». Radiotelevisión española. 11 de diciembre de 2014.
46. ↑  «El peor arranque en la historia de McLaren». Antena 3. 21 de junio de 2015.
47. ↑  AFP (3 de septiembre de 2016). «Vandoorne sustituirá a Button como piloto titular en McLaren en 2017». El Mundo.
48. ↑  Marchi, Fabio; González, Elvira (15 de septiembre de 2017). «Oficial: McLaren usará motores Renault y Honda se marcha a Toro Rosso». Mundo Deportivo.
49. ↑  Pérez, Alejandro (23 de agosto de 2017). «Oficial: McLaren confirma a Stoffel Vandoorne para 2018». Marca.
50. ↑  de Celis, Jose Carlos (28 de septiembre de 2019). «Oficial: McLaren volverá a llevar motores Mercedes en la F1 2021». es.motorsport.com. Consultado el 21 de mayo de 2020.
51. ↑  https://www.mclaren.com/racing/team/daniel-ricciardo-drive-mclaren-2021/
52. 1 2  «McLaren en F1: historia, trayectoria y pilotos del equipo». Car and Driver. 1 de enero de 2025. Consultado el 13 de febrero de 2025.
53. ↑  Angela Merino (24 de julio de 2022). «Alpine supera a McLaren en el Mundial de Constructores». Soymotor.com. Consultado el 9 de septiembre de 2022.
54. ↑  Elverdin, Juan Pablo (24 de agosto de 2022). «Daniel Ricciardo dejará McLaren al final de la temporada de la F1». CNN en Español. Consultado el 2 de septiembre de 2022.
55. ↑  «McLaren hace oficial el fichaje de Oscar Piastri para 2023». Motor.es. 2 de septiembre de 2022. Consultado el 2 de septiembre de 2022.
56. ↑  «Max Verstappen logra la victoria ante el resurgir de McLaren». Car and Driver. 9 de julio de 2023. Consultado el 13 de febrero de 2025.
57. ↑  «Así quedó la tabla de posiciones de la Fórmula 1, tras el triunfo de Max Verstappen en el Gran Premio de Hungría». LA NACION. 23 de julio de 2023. Consultado el 13 de febrero de 2025.
58. ↑  «Estadísticas - Las cifras clave de la temporada 2024 de F1».
59. ↑  «Oscar Piastri gana el GP de Hungría; Lando Norris completa el doblete más que polémico de McLaren». Car and Driver. 21 de julio de 2024. Consultado el 10 de agosto de 2025.
60. ↑  Serrano, Víctor (20 de mayo de 2025). «Red Bull y “el conflicto” de McLaren». Diario AS. Consultado el 21 de mayo de 2025.
61. ↑  Baldwin, Alan (14 de mayo de 2025). «Imola opens European season with plenty of firsts». Reuters (en inglés). Consultado el 21 de mayo de 2025.
62. 1 2 3  Hughes, Mark. «Clockwork Orange – McLaren Domination». Bruce McLaren Trust (en inglés). Archivado desde el original el 3 de marzo de 2016. Consultado el 7 de mayo de 2019.
63. ↑  Nye, 1988
64. ↑  Taylor, 2009
65. ↑  Nye, 1988
66. ↑  Nye, 1988
67. ↑  Nye, 1988
68. ↑  Nye, 1988
69. ↑  Nye, 1988
70. ↑  Franco, Manuel (13 de abril de 2017). «Alonso correrá la Indy 500 y se perderá el GP de Mónaco». As. Consultado el 8 de mayo de 2019.
71. ↑  «Resumen calificación Indy 500: Fernando Alonso saldrá quinto». AS. 22 de mayo de 2017. Consultado el 8 de mayo de 2019.
72. ↑  Nieto, Antonio (22 de mayo de 2017). «Fernando Alonso saldrá quinto en las 500 Millas de Indianápolis». El País. Consultado el 8 de mayo de 2019.
73. ↑  Marchi, Fabio (28 de mayo de 2019). «Indy500: ¡Alonso abandona a falta de 21 vueltas!». Mundo Deportivo. Consultado el 8 de mayo de 2019.
74. ↑  Molina Recio, Raúl (28 de mayo de 2017). «Sato gana las 500 Millas de Indianápolis; Alonso y Servià abandonan». SoyMotor.com. Consultado el 8 de mayo de 2019.
75. ↑  «OFFICIAL BOX SCORE» (PDF). IndyCar (en inglés). 28 de mayo de 2017. Consultado el 8 de mayo de 2019.
76. ↑  Sanz, Miguel (10 de noviembre de 2018). «Oficial: Alonso correrá de nuevo las 500 Millas de Indianápolis en 2019». Marca. Consultado el 8 de mayo de 2019.
77. ↑  Puigdemont, Oriol (4 de diciembre de 2018). «Chevrolet impulsará a Fernando Alonso en su asalto a la Triple Corona». El País. Consultado el 8 de mayo de 2019.
78. ↑  «Fernando Alonso no se clasifica para las 500 Millas de Indianápolis». El País. 19 de mayo de 2019. Consultado el 19 de mayo de 2019.
79. ↑  «Resumen de la clasificación de la Indy 500: Alonso no se clasifica». AS. 19 de mayo de 2019. Consultado el 19 de mayo de 2019.
80. ↑  https://web.archive.org/web/20080614030728/http://wsrp.ic.cz/tableinterserie.html
81. ↑  https://www.racingsportscars.com/driver/results/Peter-Hoffmann-D.html?page=2
82. ↑  Slafer, Tomás (7 de febrero de 2020). «Arrow McLaren SP presenta el primer coche de IndyCar de su unión». Soy Motor. Archivado desde el original el 25 de febrero de 2020. Consultado el 14 de julio de 2022.
83. ↑  «¡Nuevo reto! McLaren entra en Extreme E para 2022». Car (España: TEAM CAR SPAIN PUBLICACIONES y Kaavan). Archivado desde el original el 14 de julio de 2022. Consultado el 14 de julio de 2022.
84. ↑  Boxall-Legge, Jake (14 de mayo de 2022). «McLaren anuncia su entrada en la Fórmula E como reemplazo de Mercedes». Motorsport.com. Archivado desde el original el 14 de mayo de 2022. Consultado el 14 de julio de 2022.
85. ↑  Otrosky, Juan Pablo (10 de abril de 2025). «McLaren anuncia su ingreso a la clase Hypercar del WEC a partir de 2027 - Noticia de Resistencia». Grande Prêmio en Español. Consultado el 10 de abril de 2025.
86. ↑  https://elpais.com/diario/2005/07/29/deportes/1122588001_850215.html
87. ↑  https://www.lanacion.com.ar/deportes/cambio-de-sponsor-mclaren-tendra-como-auspiciante-a-johnnie-walker-nid681802/
88. ↑  https://www.motorpasion.com/formula1/la-formula-1-planta-cara-al-acohol-e-impone-una-ley-seca
89. ↑  «McLaren podría presentar el MP4-29 en color naranja». motorpasionf1.com. 26 de diciembre de 2013.
90. ↑  «La idea de volver al color naranja en 2014 se habría diluido en McLaren». F1 al día. 20 de enero de 2014.
91. ↑  Ron Dennis, expulsado de McLaren. El Mundo.es - 18-11-2016
92. ↑  El juicio final para Ron Dennis. El Mundo.es - 14-11-2016
93. ↑  https://www.20minutos.es/deportes/noticia/union-europea-patrocinios-tabaco-mclaren-ferrari-3562620/0/
94. ↑  https://soymotor.com/noticias/asi-sera-la-decoracion-de-ferrari-en-australia-sin-mission-winnow-961368
95. ↑  https://www.marketingregistrado.com/gb/automovilismo/2019/03/25497_mclaren-modifica-un-patrocinio-a-ultima-hora-para-evitar-ser-descalificado/
96. ↑  https://lat.motorsport.com/f1/news/mclaren-tambien-cambia-su-decoracion-para-australia/4351957/